# Heimcomputer
| QS-Informatik | Dieser Artikel wurde wegen inhaltlicher Mängel auf der Qualitätssicherungsseite der Redaktion Informatik eingetragen. Dies geschieht, um die Qualität der Artikel aus dem Themengebiet Informatik auf ein akzeptables Niveau zu bringen. Hilf mit, die inhaltlichen Mängel dieses Artikels zu beseitigen, und beteilige dich an der Diskussion! (+) Begründung: Überarbeitung notwendig. Inhaltliche Fehler und Ungenauigkeiten (siehe Diskussionseite), Rest mangels Nachweisen nicht überprüfbar vermutlich aber auch nicht besser. Knurrikowski (Diskussion) 11:01, 11. Apr. 2016 (CEST) |

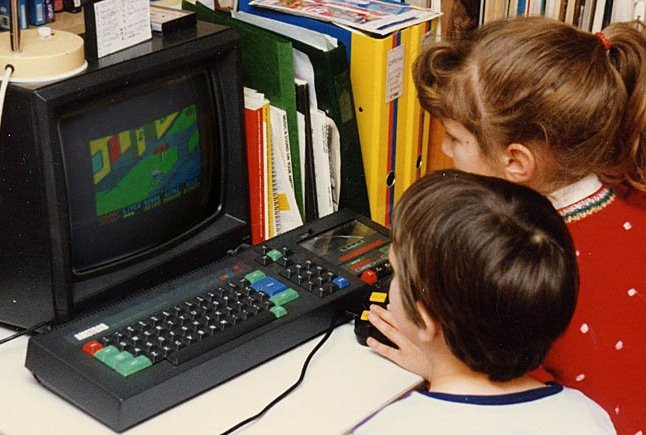
Kinder spielen das Videospiel Paperboy an einem Heimcomputer Amstrad CPC 464 in den 1980er-Jahren.

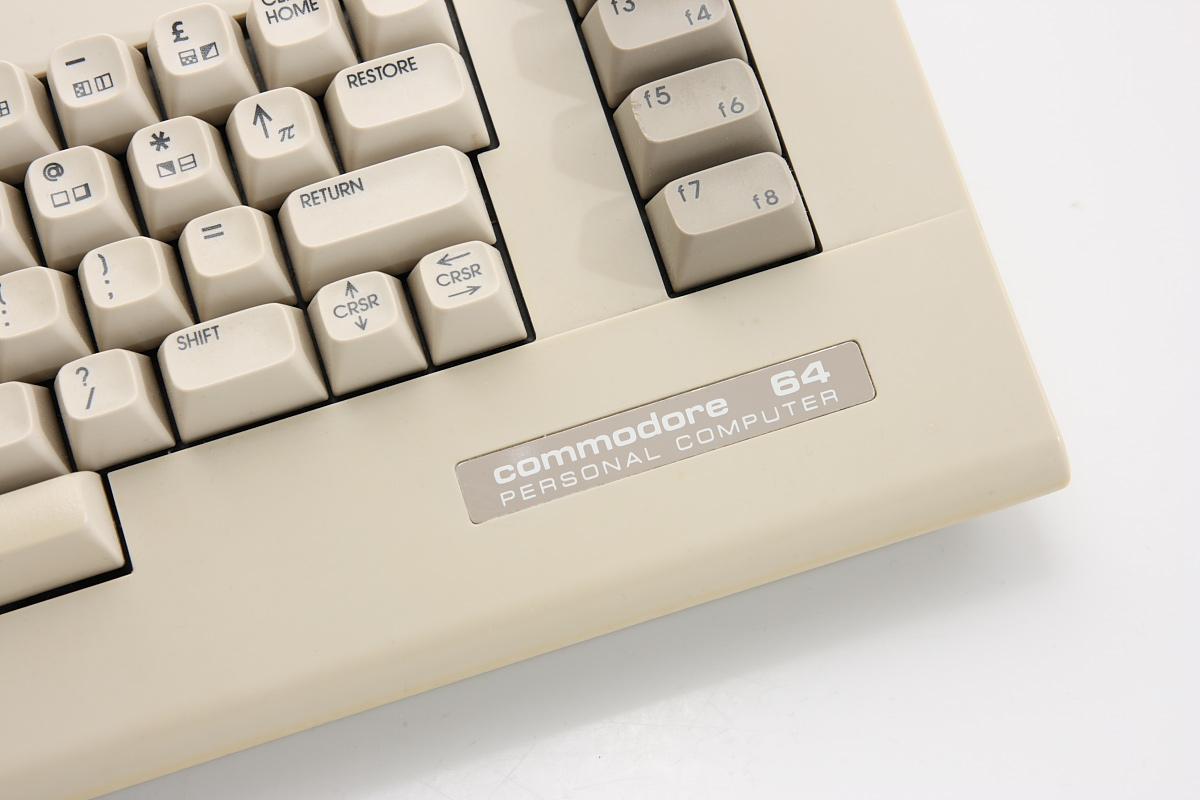
Heimcomputer C64 mit „Personal Computer“-Beschriftung

Heimcomputer (vom engl. home computer) war eine in den 1980er-Jahren gebräuchliche Bezeichnung für eine Klasse von Mikrocomputern, die vor allem in Privathaushalten genutzt wurden. Per Definition handelt es sich bei diesen Geräten im engeren Sinn um Personal Computer, wobei der Heimcomputer den Teil solcher Geräte umschließt, die im unteren Preissegment zu finden und eher für Unterhaltungszwecke und zum Programmieren durch den Anwender vorgesehen waren. Durch die rasant wachsende Verbreitung der Heimcomputer im Privatbereich kamen erstmals breitere Bevölkerungsschichten mit Computern in Kontakt, die noch wenige Jahre zuvor nur Fachpersonal in Unternehmen und Universitäten zugänglich gewesen waren.
Zu den verbindenden Merkmalen fast aller frühen Heimcomputer der 1980er gehörte, dass sie eine ins Gehäuse integrierte Tastatur hatten, mit der sie über Kommandozeilen-Befehle bedient wurden, zum Anschluss an einen Fernseher konzipiert waren und dass das auf einem ROM-Speicherchip fest installierte Betriebssystem auch einen Interpreter für die einfach zu lernende Programmiersprache BASIC aufwies. Die meistverbreiteten Mikroprozessoren waren die der 6502-Familie und der Zilog Z80, die meist mit etwa 1 MHz bis 4 MHz getaktet waren und auf anfangs 1 bis 16, später bis zu 64 kByte Arbeitsspeicher zurückgriffen.
Ab etwa Ende der 1980er-Jahre hatten Modelle mit dem Prozessor Motorola 68000 großen Erfolg, die bereits grafische Benutzeroberflächen mit Maus-Bedienung aufwiesen und mit Speicher im Megabyte-Bereich ausgerüstet waren. Mitte der 1990er-Jahre verschwanden jedoch die meisten dieser untereinander nicht kompatiblen Systeme vom Markt, und IBM-kompatible Personal Computer mit x86-Prozessoren und den Microsoft-Betriebssystemen MS-DOS und MS Windows, die bereits in Unternehmen vorherrschten, setzten sich auch im Privatbereich als Quasi-Standard durch.
Die Entwicklung der Heimcomputer ging einher mit der Entwicklung der Spielkonsolen und Computerspiele. Zu einigen Heimcomputermodellen gab es technisch fast identische Geräte als Spielkonsole, denen lediglich die Tastatur fehlte. Auch Heimcomputer wurden von vielen Nutzern zum Spielen verwendet.

## Vorläufer
Der erste digitale, programmierbare Computer für den Heimgebrauch war der bereits 1949 von Edmund Berkeley, dem Begründer der ACM, vorgestellte Relais-Rechner Simon. Simon bestand aus nur 50 Relais und verfügte über keinen Mikroprozessor. Im Handel erhältlich war lediglich ein Bauplan für Simon, von dem in den ersten zehn Jahren seiner Verfügbarkeit über 400 Exemplare verkauft wurden.
Der Micral N war ein weiterer Vorläufer auf dem Weg zum Heimcomputer; der erste seiner Art mit einem Mikroprozessor, in diesem Fall ein Intel 8008. Die Produktion begann im Frühjahr 1973. Mit dem Altair 8800 des Anbieters MITS kam 1975 ein in Serie produziertes Gerät auf den Markt, das als Bausatz für 397 US-Dollar (USD; nach heutiger Kaufkraft ca. 2310 USD bzw. bei ca. 980 DM 1975 heute rund 1560 Euro), als Komplettgerät für 695 USD (damals ca. 1710 DM; nach heutiger Kaufkraft ca. 4050 USD bzw. 2740 Euro) zu erwerben war. Zukunftsweisend war die Ausstattung mit einem Bus-Stecksystem für Erweiterungskarten nach dem S-100-Bus-Standard. Mit seinen Kippschaltern als Eingabeeinheit und Leuchtdioden als Ausgabeeinheit entspricht jedoch auch dieses Gerät technisch nicht dem, was man heute unter einem Heimcomputer versteht. Ähnlich war es mit dem im selben Jahr erschienenen KIM-1 des Unternehmens MOS Technology, der immerhin schon eine 24-Tasten-Eingabeeinheit im Taschenrechnerformat zur direkten Eingabe von HEX-Code hatte sowie eine 6-stellige 7-Segment-LED-Anzeige als Ausgabeeinheit. Daher waren diese Geräte für durchschnittliche Privatanwender weitgehend untauglich und auch kaum attraktiv; sie wurden hauptsächlich von Hobby-Elektronikbastlern und den wenigen frühen Computer-Enthusiasten gekauft. Die verkauften Stückzahlen waren daher gering.
Innerhalb der frühen Hacker-Szene rund um den Homebrew Computer Club, die die Entwicklung des Heimcomputers entscheidend vorantrieb, erfreute sich der MITS Altair 8800 großer Beliebtheit und diente den Mitgliedern des Clubs als Kernstück für eigene Erweiterungen.

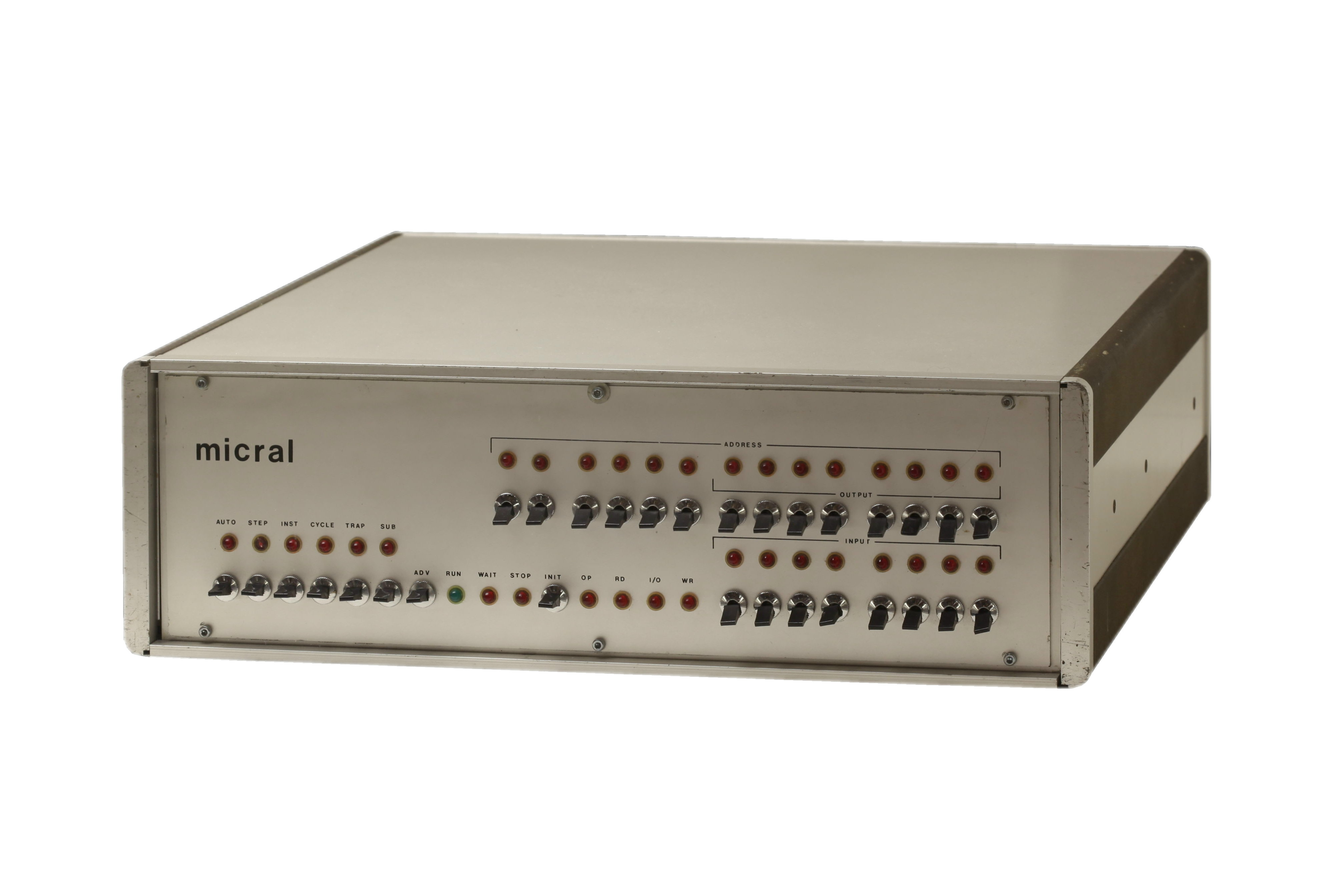
Micral N (1973)
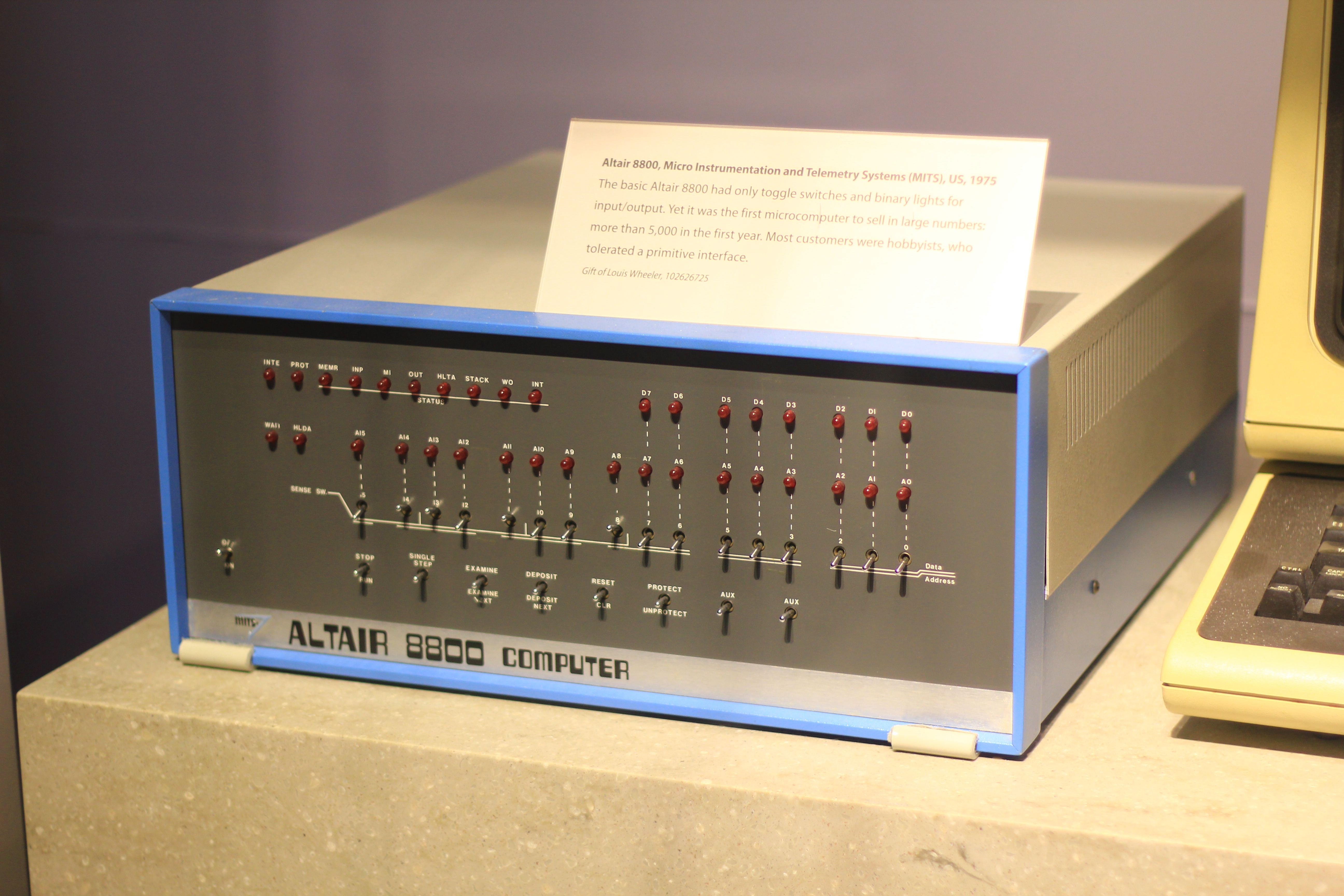
Altair 8800 (1975)
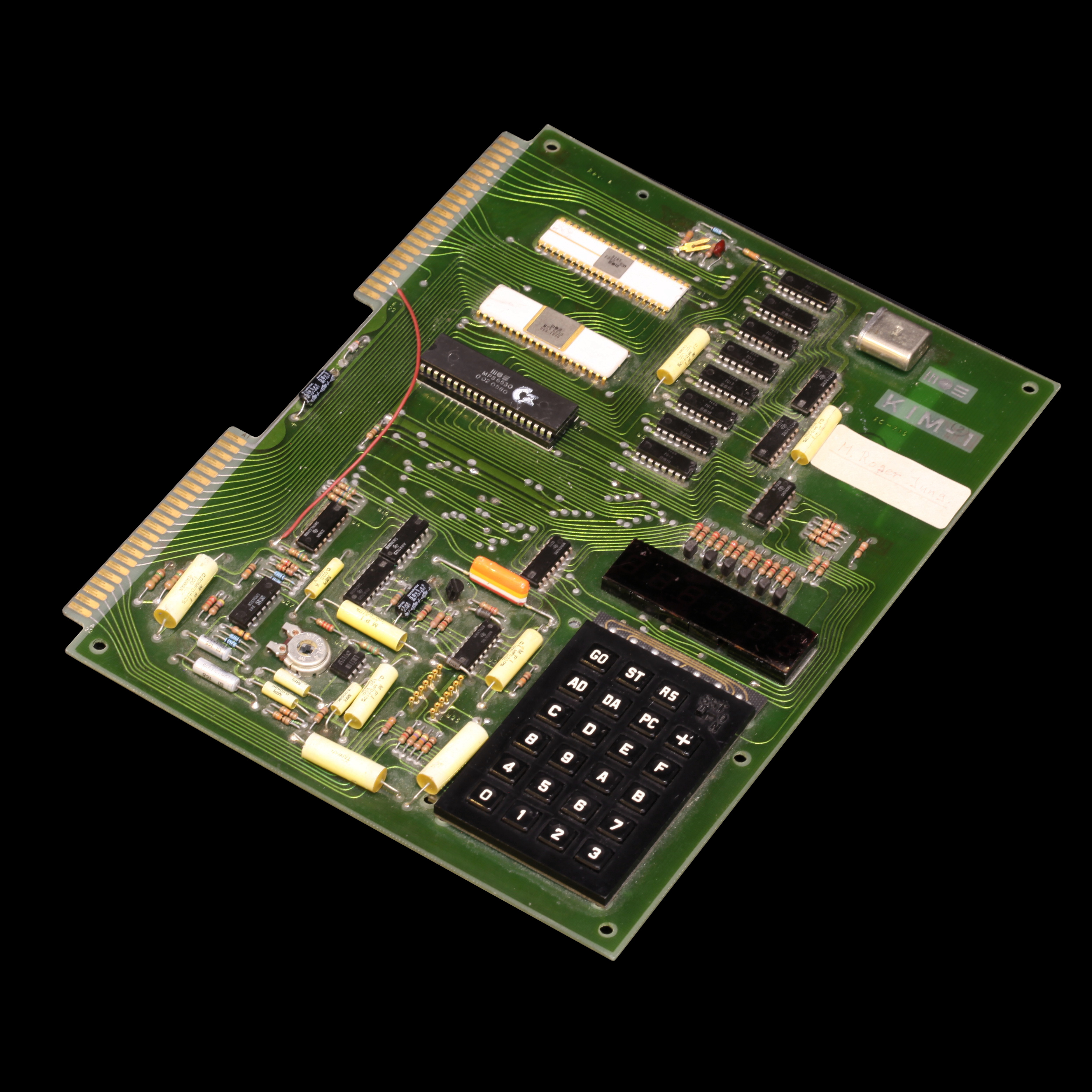
KIM-1 (1976)

## 1970er Jahre
Die Ära der Heimcomputer im modernen Sinn, mit schreibmaschinenähnlicher Tastatur als Eingabeeinheit und einem Bildschirm (zunächst in Form eines umfunktionierten Fernsehgerätes) als Ausgabeeinheit, begann 1976 mit dem Apple I. Er war als Einplatinencomputer ausgeführt, wobei der Anwender selbst noch Teile wie Netzteil, Gehäuse, Bildschirm und Tastatur besorgen und aufwändig konfigurieren musste. Er war mit einem Preis von 666 USD (damals ca. 1680 DM; nach heutiger Kaufkraft ca. 3670 USD bzw. 2580 Euro) für Privathaushalte erschwinglich und entsprach zugleich den modernen bedientechnischen Vorstellungen, die Kunden über einen Heimcomputer hatten.
Auf der Consumer Electronics Show im April 1977 in Las Vegas (Nevada) wurden erstmals gleich drei Modelle der interessierten Öffentlichkeit vorgestellt, die nicht als Bausatz, sondern als fertig montierte Geräte sofort für den häuslichen oder betrieblichen Einsatz bereit waren. Dazu zählen der preisgünstige TRS-80 (599 USD, damals ca. 1390 DM; nach heutiger Kaufkraft ca. 3100 USD bzw. 2060 Euro) der großen Elektronikkette RadioShack, der mit einer offenen Architektur aufwartende, aber auch der teure Apple II (1298 USD, damals ca. 3015 DM; nach heutiger Kaufkraft ca. 6720 USD bzw. 4470 Euro) und das All-in-one-Modell Commodore PET 2001 (795 USD, damals ca. 1845 DM; nach heutiger Kaufkraft ca. 4110 USD bzw. 2730 Euro).
Im Jahr 1979 erschien mit dem Atari 400 der erste Heimcomputer auf dem Markt, der Custom Chips enthielt und damit technologisch den Konkurrenzgeräten voraus war. Im gleichen Jahr verbaute Texas Instruments im TI-99/4 erstmals einen 16-Bit-Prozessor, wenngleich sich der Rechner nicht durchsetzen konnte. Im Jahr 1980 kam in Großbritannien der ZX80 von Sinclair in den Handel, der auf dem Hauptprozessor Z80 von Zilog basierte und erstmals eine Heimcomputerindustrie außerhalb Nordamerikas zu etablieren half.
In den Jahren von 1977 bis 1980 dominierte Tandy mit dem TRS-80 den Markt der Mikrocomputer in den USA; den damals allgegenwärtigen RadioShack-Ladengeschäften hatten die Mitbewerber kein gleichwertiges Vertriebsnetz entgegenzusetzen. Außerhalb der USA war der Markt für Mikrocomputer damals noch sehr klein, was auch mit den dort viel höheren Preisen für solche Geräte zusammenhing. In Deutschland war Commodore der Marktführer, gefolgt von Atari und Sinclair.

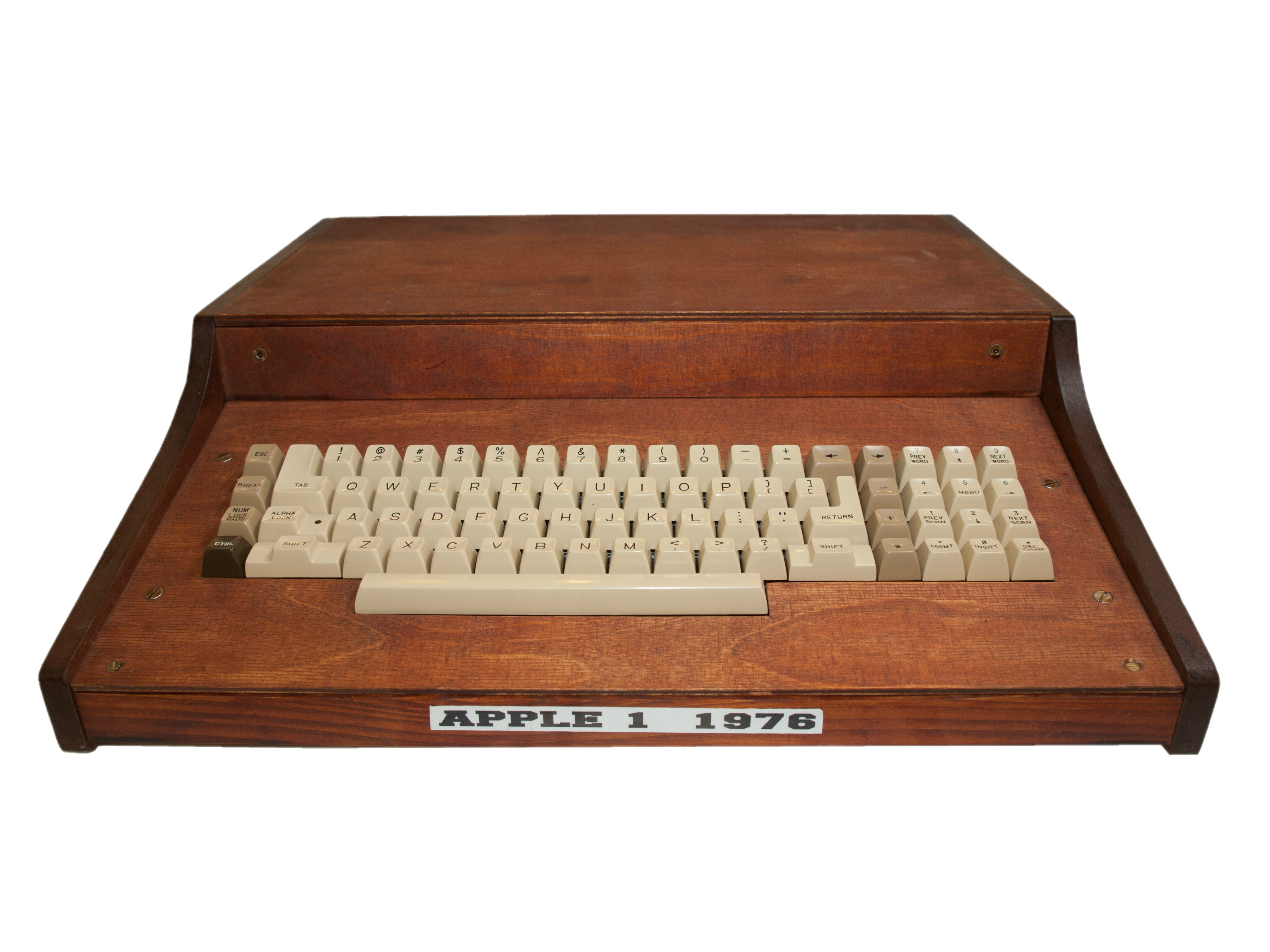
Apple I (1976)
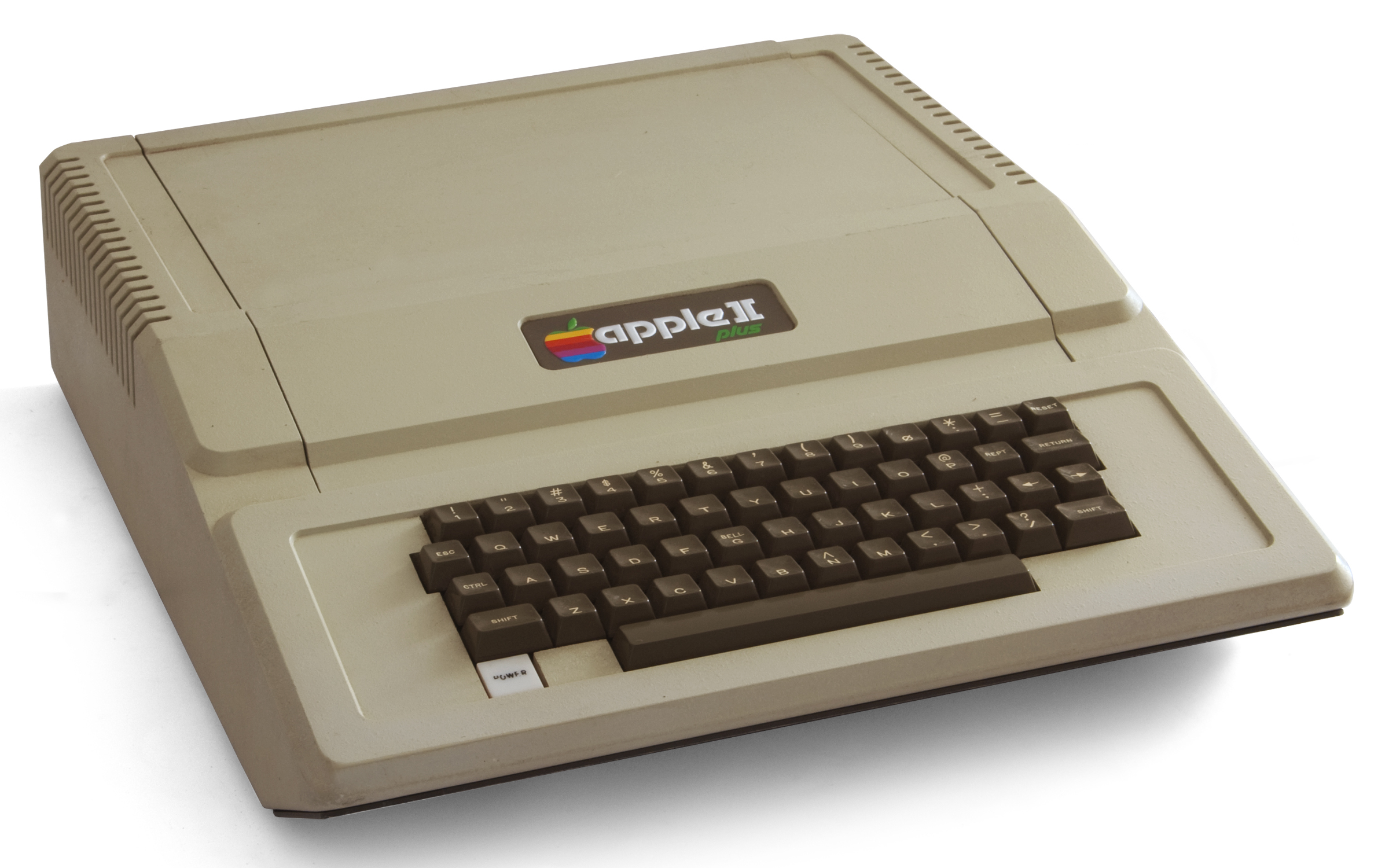
Apple II (1977)
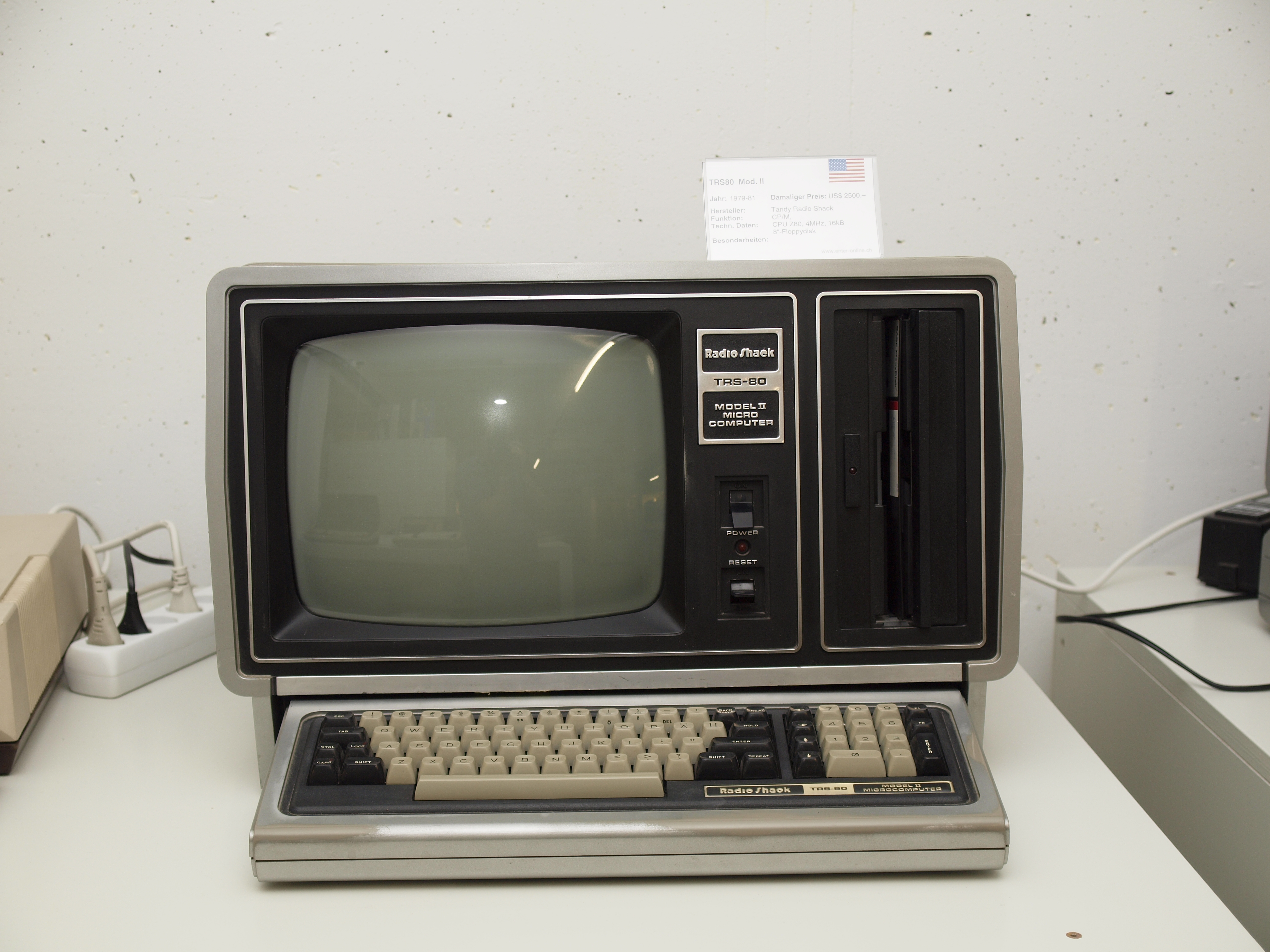
Tandy TRS-80 (1977)
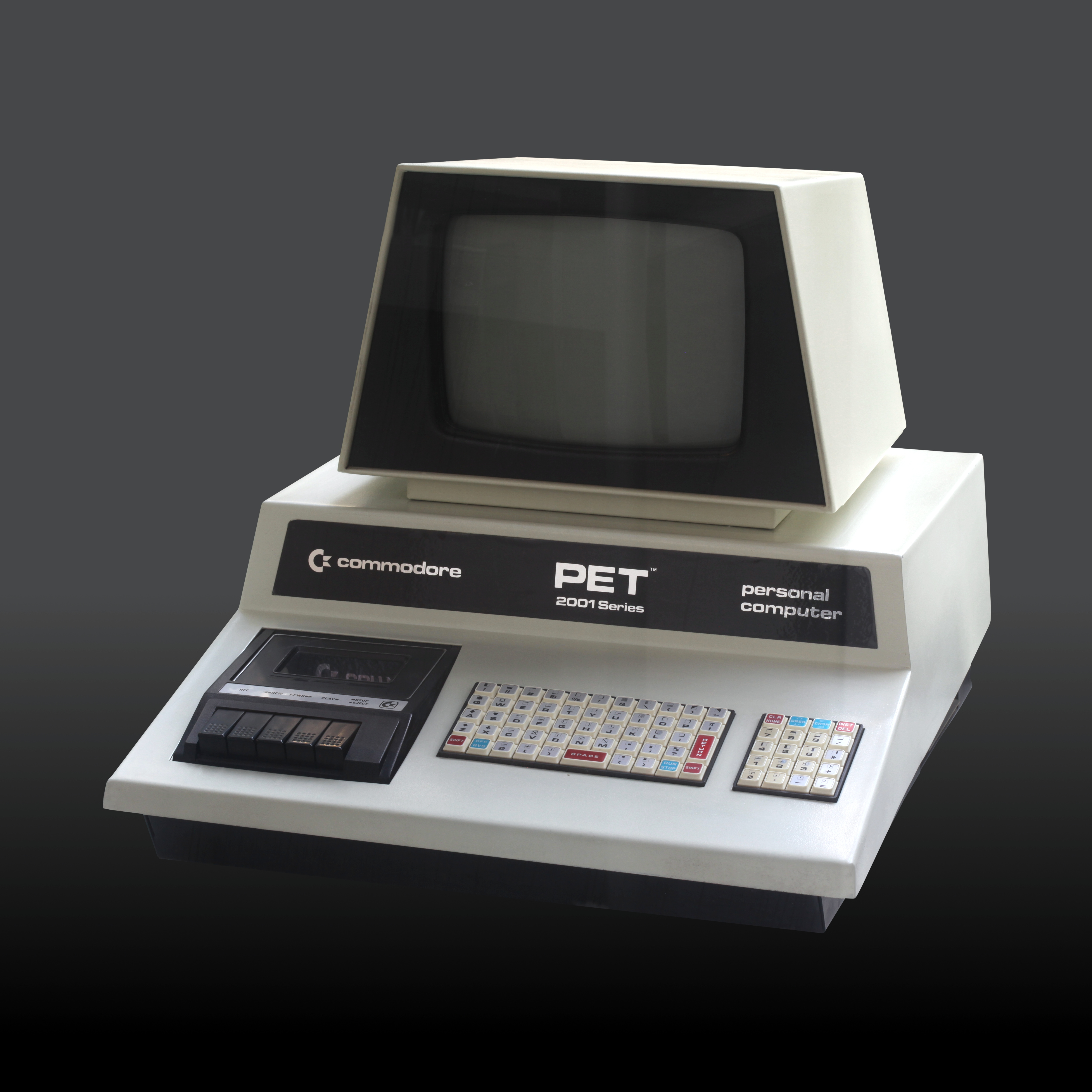
Commodore PET 2001 (1977)
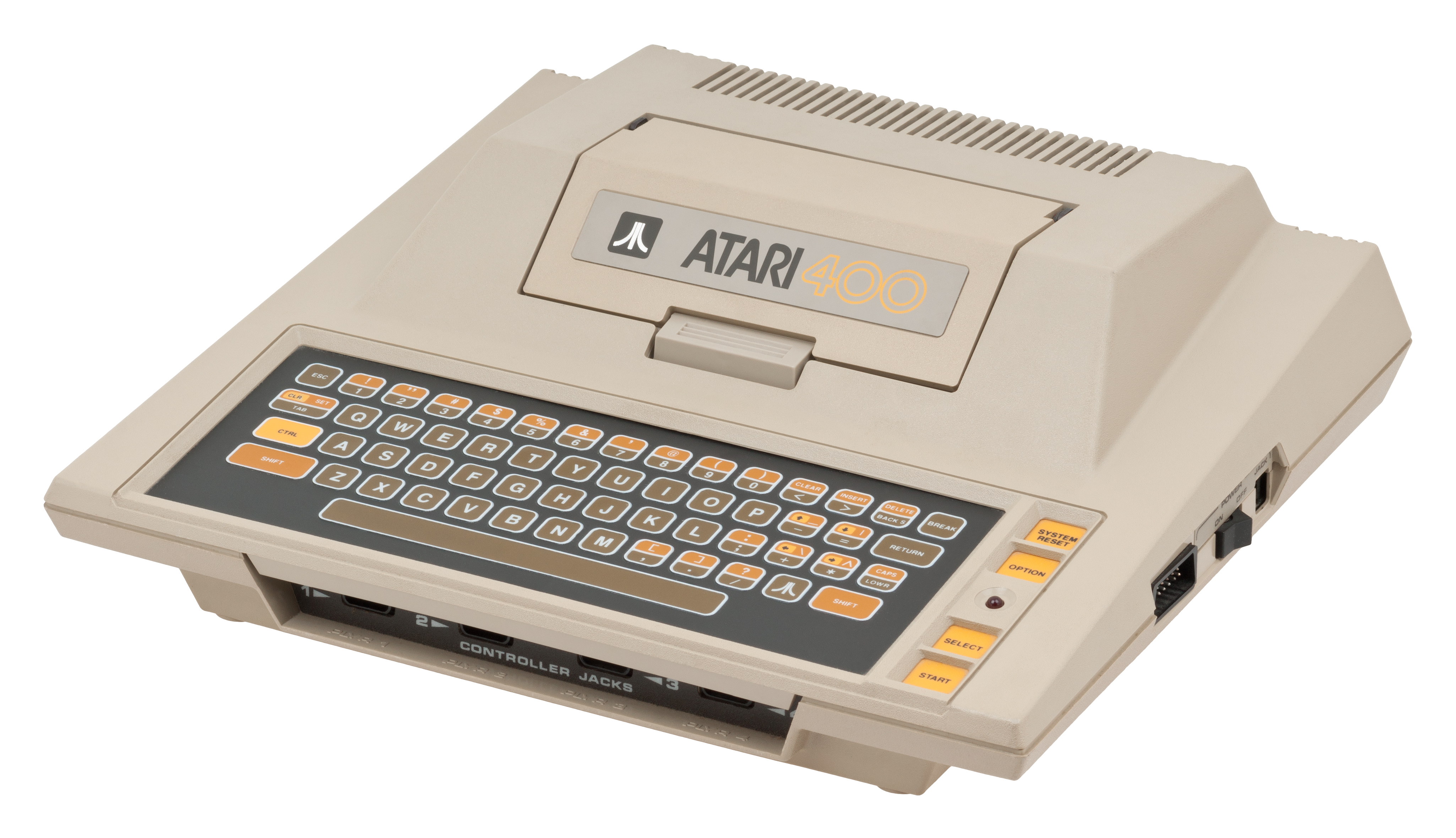
Atari 400 (1979)
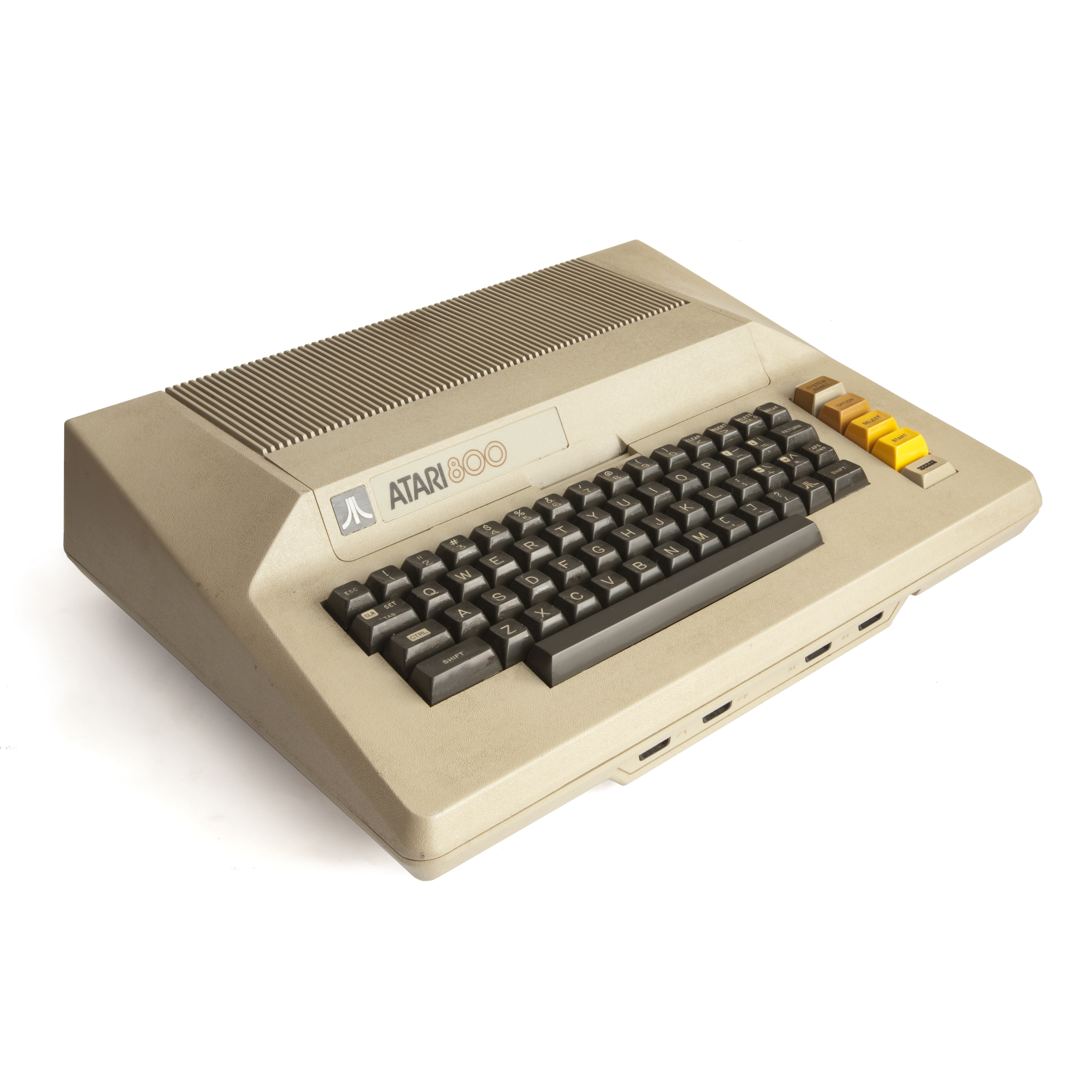
Atari 800 (1979)
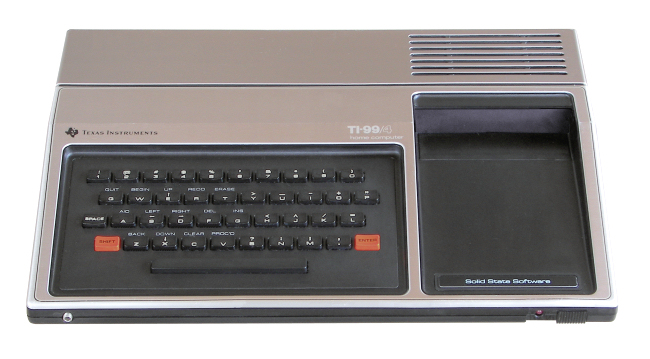
TI-99/4 (1979)
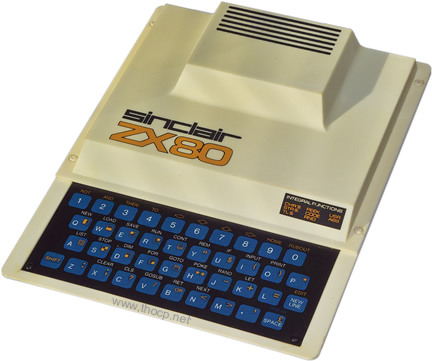
Sinclair ZX80 (1980)

## 1980er Jahre
IBM war einer der führenden Produzenten von Großrechnern; lange Zeit hatte die Unternehmensführung den neuen Markt der persönlichen Computer für nicht lukrativ gehalten und vernachlässigt. 1981 änderte sich dies mit der Veröffentlichung des IBM PCs. Nachdem ein Vertrag mit Digital Research gescheitert war, dem damals führenden Anbieter von Mikrocomputer-Betriebssystemen, wurde auf ein Angebot von Microsoft zurückgegriffen, das bei IBM fortan PC DOS genannte MS-DOS. Die Marktposition von IBM sorgte dafür, dass sich der IBM PC im Bürobereich schnell durchsetzte – viele Unternehmen wollten ihre Arbeitsplatzcomputer aus einer Hand beziehen. Für den Heimgebrauch war der IBM PC mit seinen 3.005 USD (in der Grundausstattung; damals ca. 6790 DM; nach heutiger Kaufkraft ca. 10370 USD bzw. 8400 Euro) zu teuer. Das Unternehmen IBM legte jedoch die Grundkonstruktion seines PC offen und schuf einen informellen Industriestandard; es definierte damit die bis heute aktuelle Geräteklasse der IBM-PC-kompatiblen Computer. Zahlreiche preiswerte Nachbauten und Fortführungen der IBM PCs durch andere Unternehmen machten die Plattform sowohl am Arbeitsplatz als auch im Heimbereich sehr erfolgreich; die heute marktüblichen Computer mit Windows-Betriebssystem und x86-Prozessoren beruhen auf der stetigen Weiterentwicklung des damaligen Entwurfs von IBM.
Ende 1982 brachte Commodore den C64 als Nachfolger des VC20 auf den Markt. Aufgrund seines im Vergleich mit den „professionellen“ Computern wie dem Apple II und dem IBM PC wesentlich günstigeren Preises wurde der sogenannte „Brotkasten“ schnell zum meistverkauften Heimcomputer aller Zeiten. Zur etwa selben Zeit vermarktete auch Sinclair Research mit großem Erfolg seine beiden populären Modelle, den Sinclair ZX81 und dessen Nachfolger ZX Spectrum. Im Gegensatz zu diesen beiden führte Sinclairs letzter technisch fortschrittlicher Rechner, der seit 1984 erhältliche Sinclair QL („Quantum Leap“, Quantensprung), wegen Produktionsverzögerungen, Qualitätsmängeln und Fehlern bei der Vermarktung nur noch ein reines Nischendasein im Computermarkt.
Atari brachte 1982 aufgrund des wachsenden Konkurrenzdrucks mit der XL-Serie eine intern nur geringfügig veränderte Version der 400/800er Serie heraus. Diese Computer waren preisgünstiger als ihre Vorgänger und weitgehend softwarekompatibel. Ihre Verkaufszahlen lagen in Deutschland hinter Commodore auf dem zweiten Platz.
In den Jahren 1984 und 1985 wurde die von Amstrad lizenzierte CPC-Serie von der Schneider Computer Division (einer Abteilung der Schneider Werke) in Deutschland auf den Markt gebracht. Die Computer dieser Serie waren in Deutschland, im Ursprungsland Großbritannien und insbesondere in Frankreich und Spanien sehr erfolgreich. Die beiden Modelle CPC464 und CPC 6128 wurden in Deutschland in den Jahren 1985 und 1986 jeweils zum Computer des Jahres gekürt.

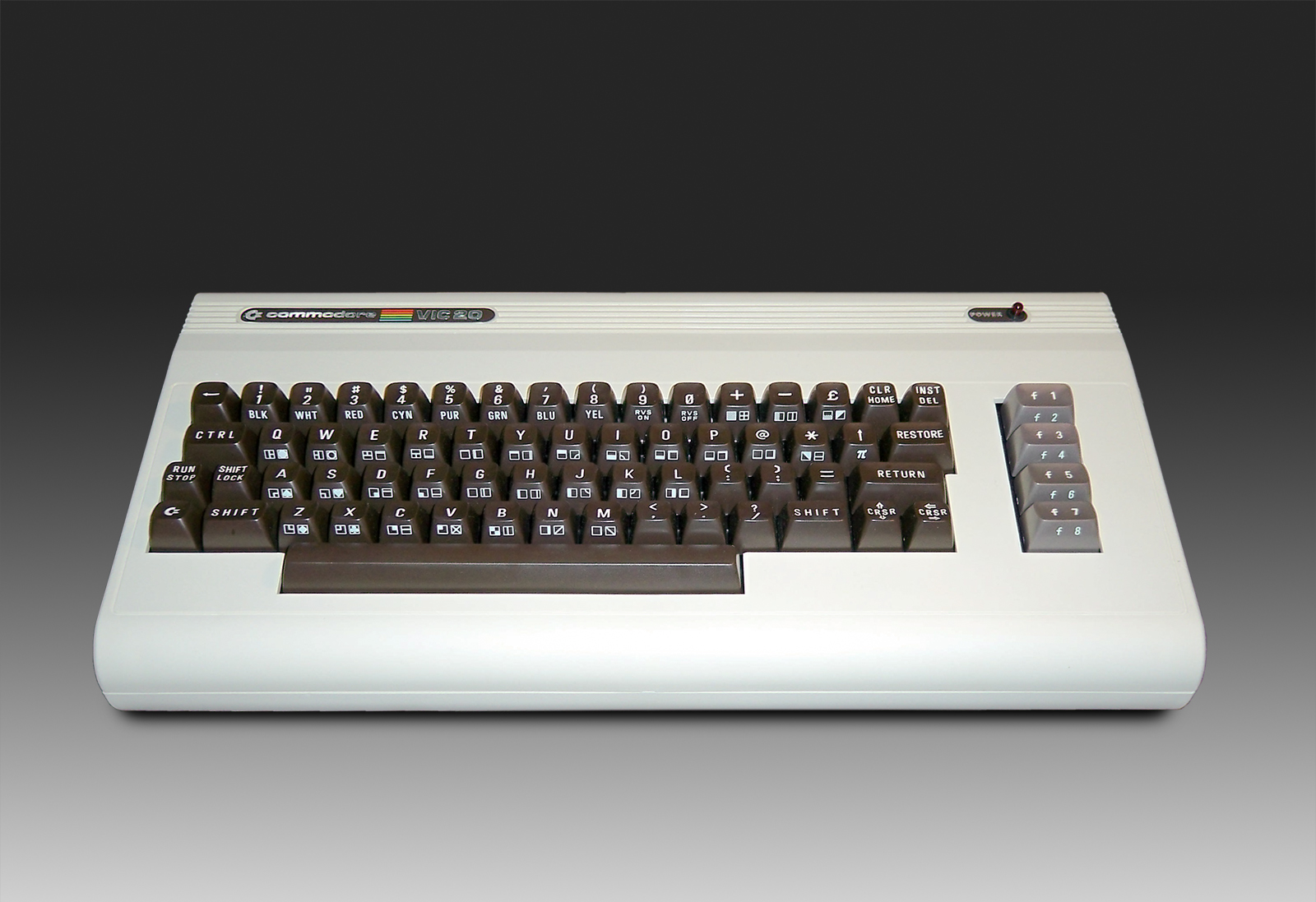
Commodore VC 20 (1981)
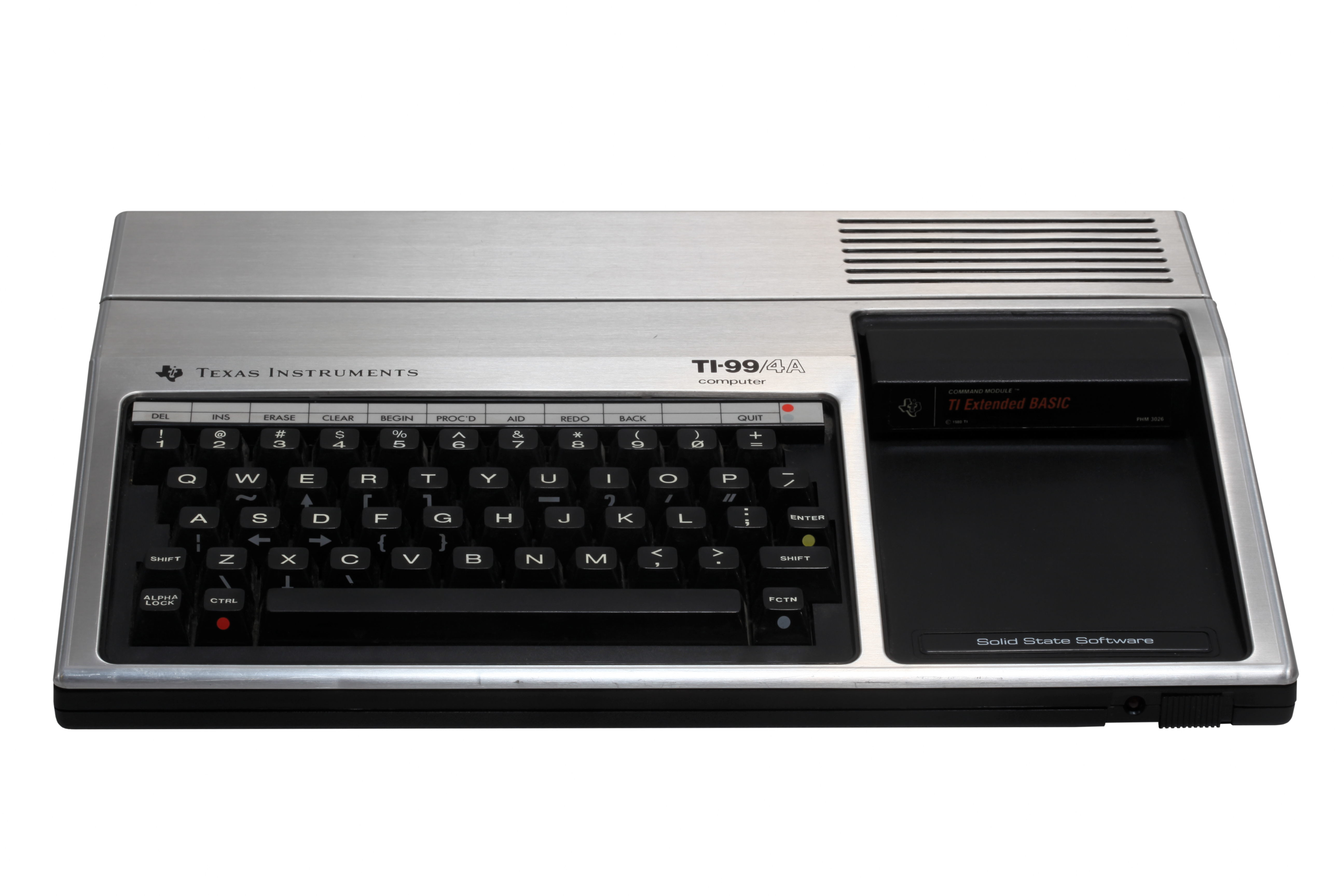
TI-99/4A (1981)
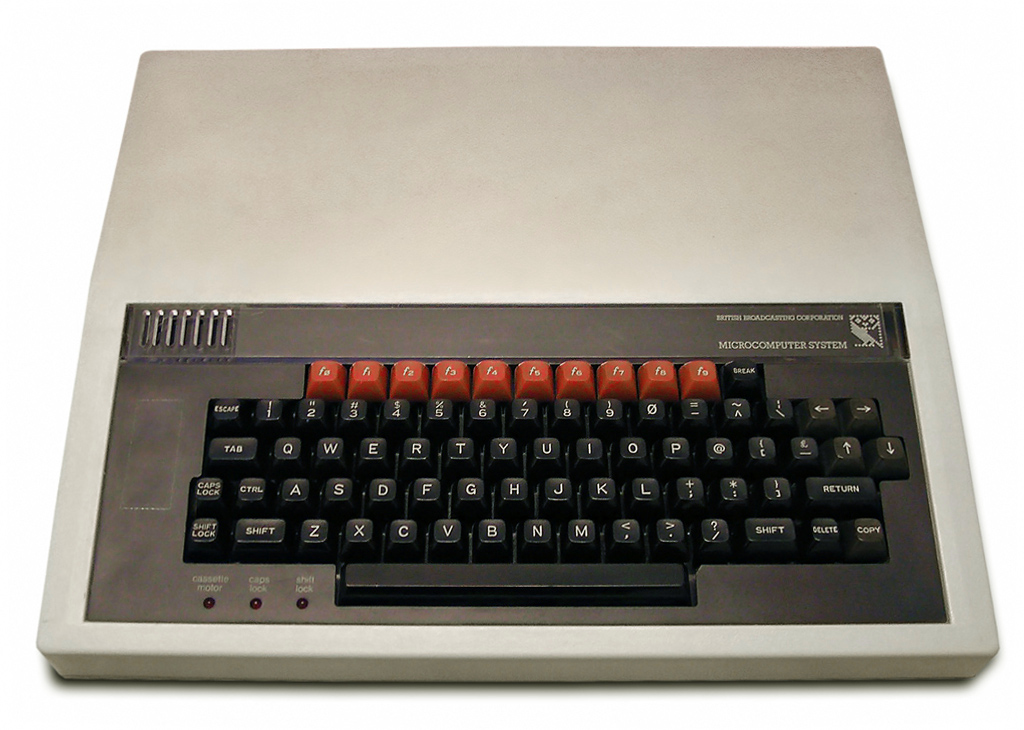
BBC Micro (1981)
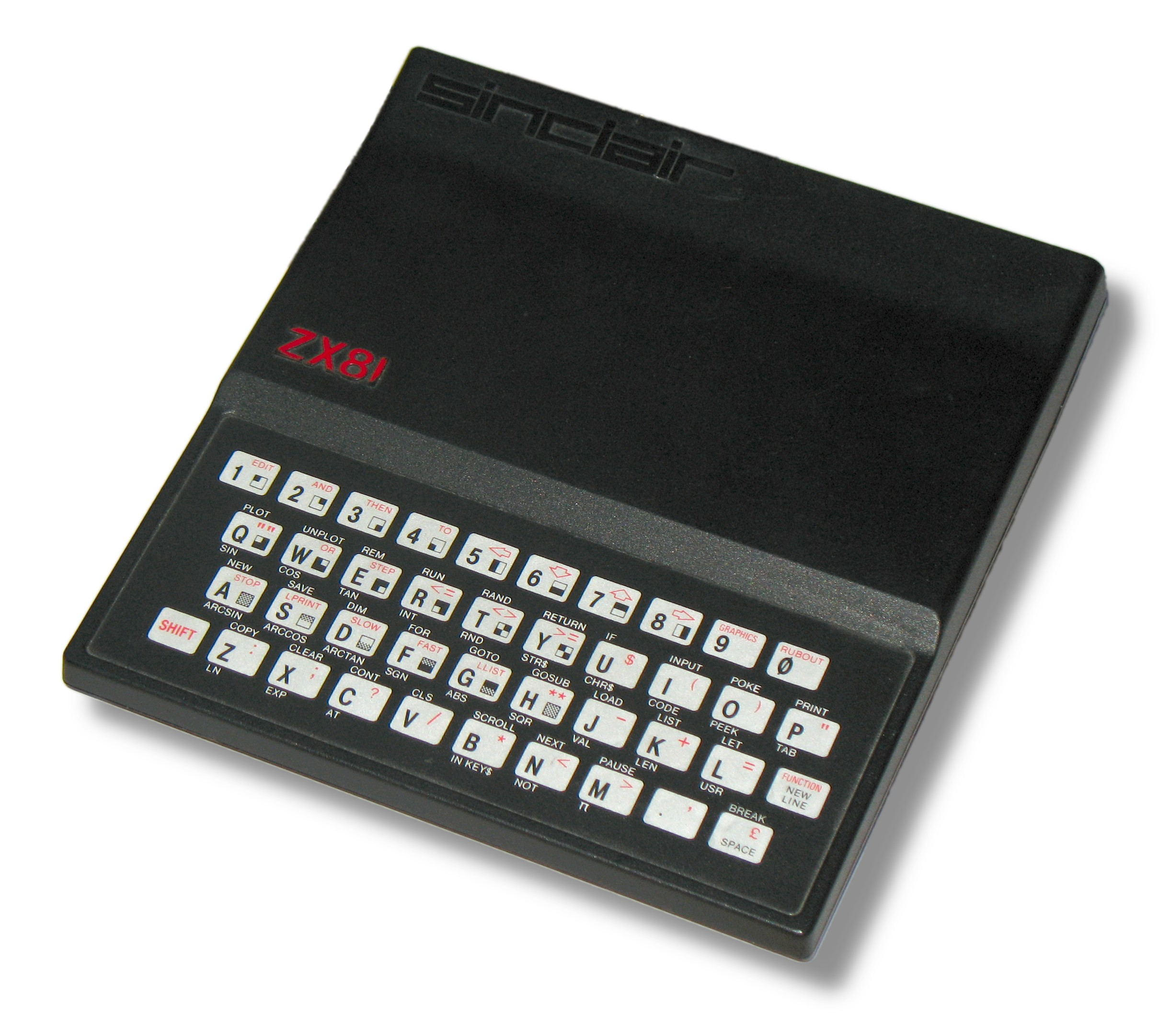
Sinclair ZX81 (1981)
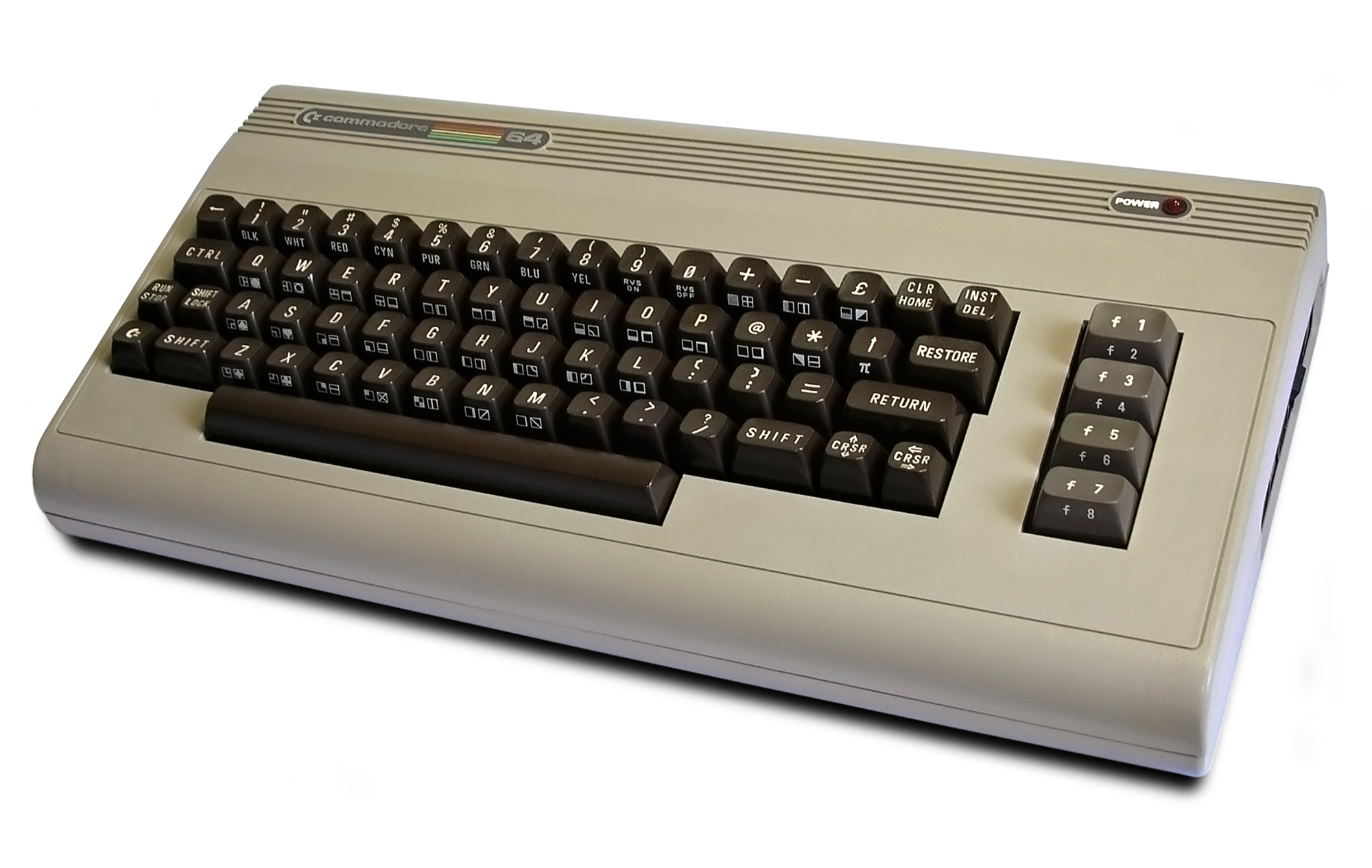
Commodore 64 (1982)
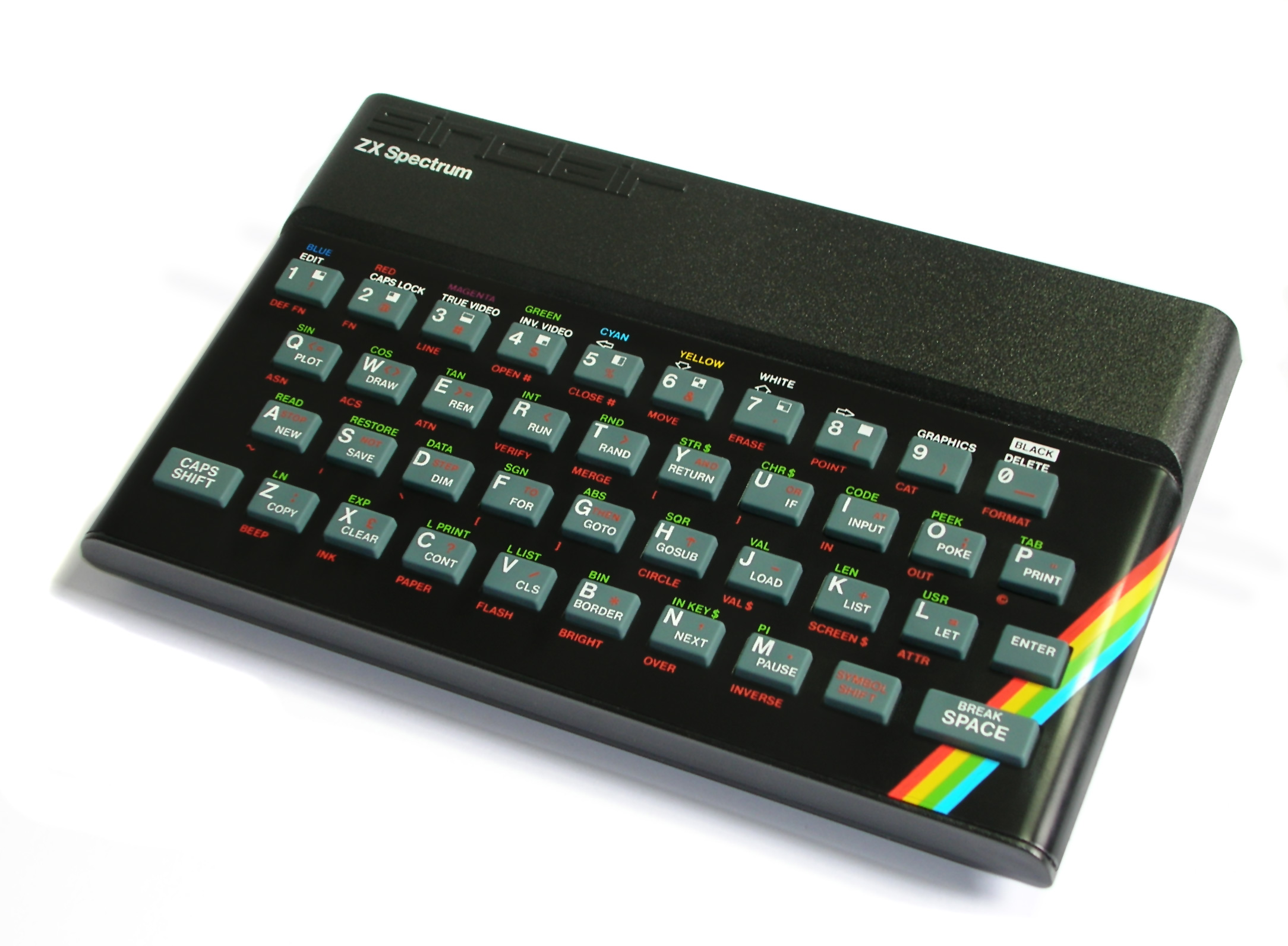
Sinclair ZX Spectrum (1982)
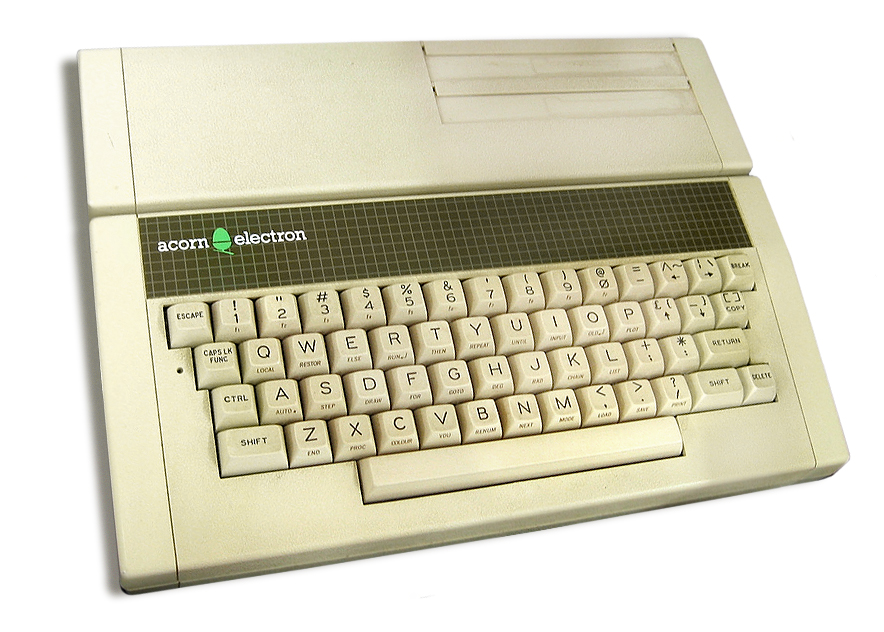
Acorn Electron (1983)
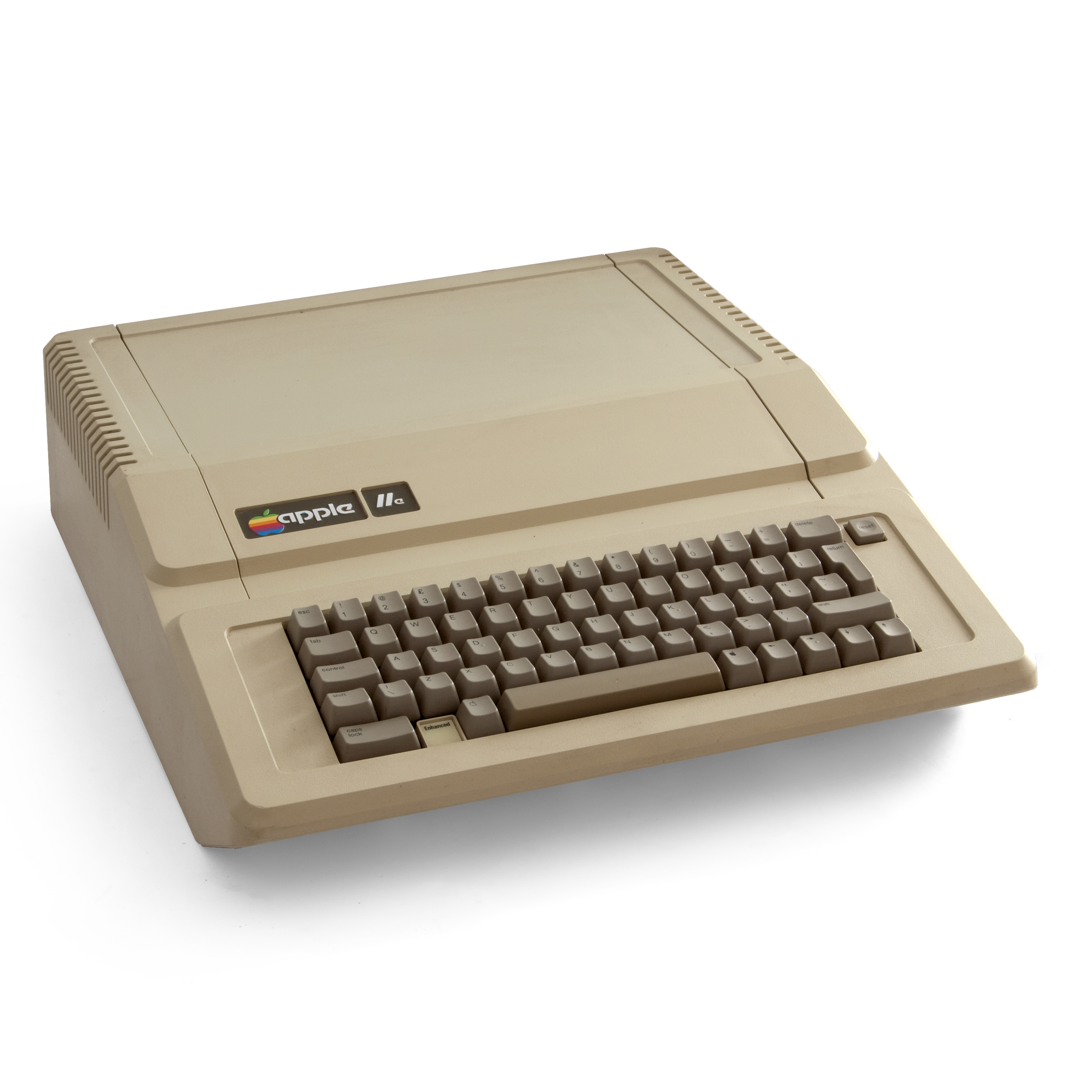
Apple IIe (1983)
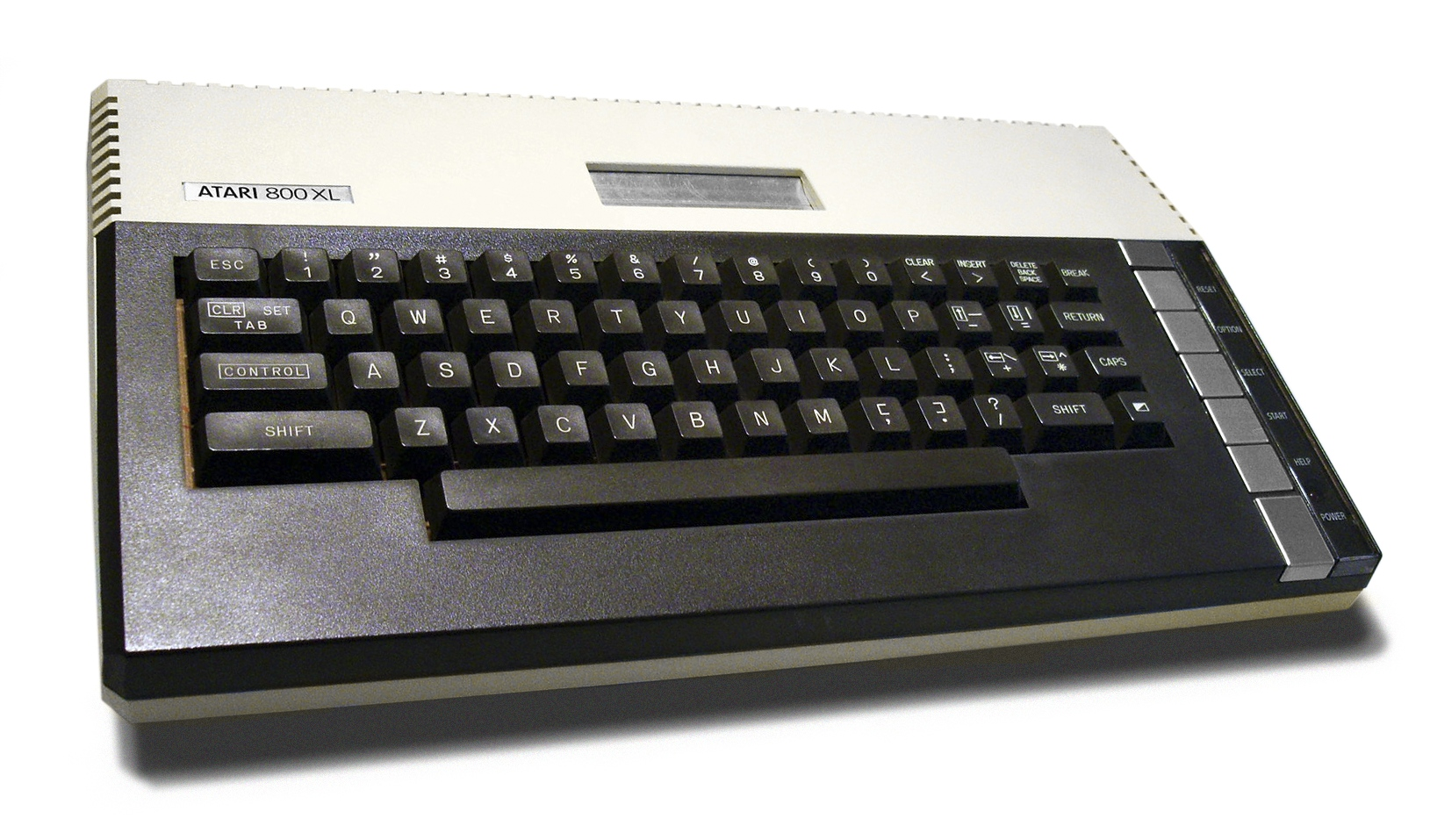
Atari 800XL (1983)
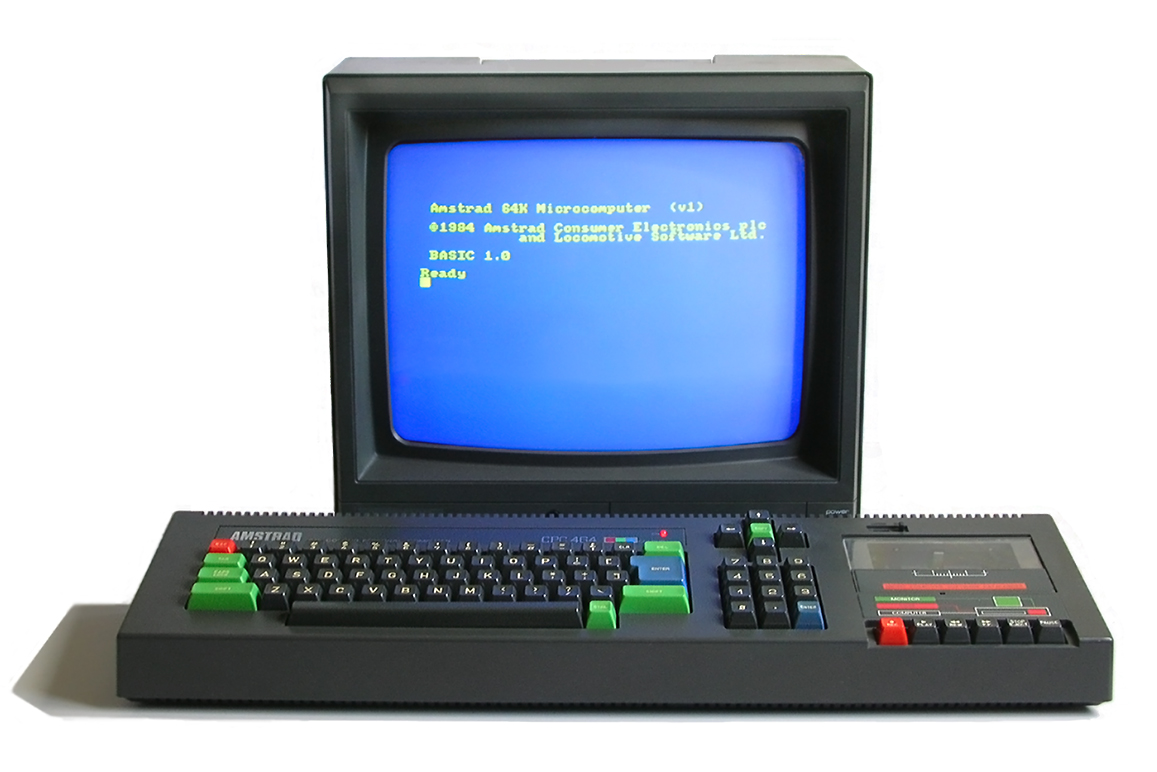
Amstrad CPC464 (1984)
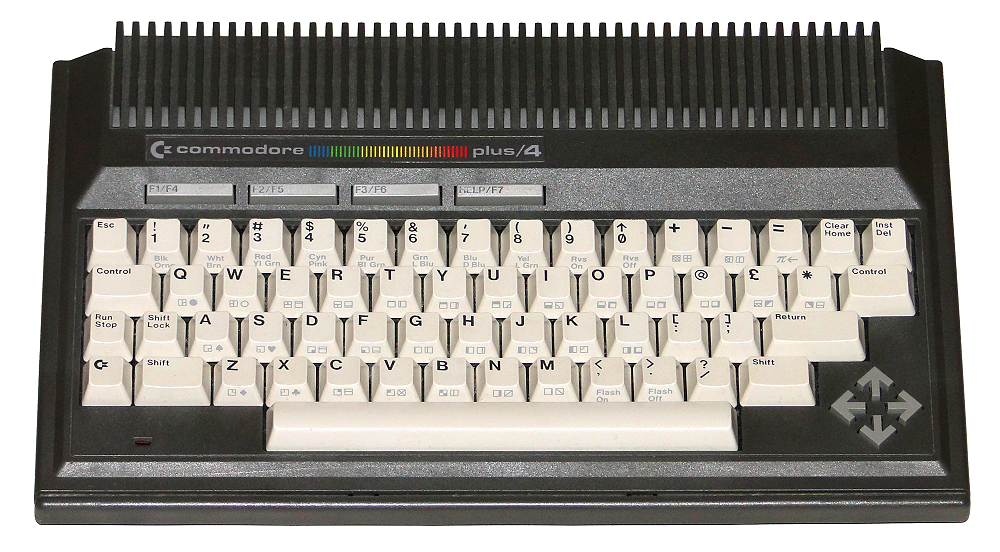
Commodore Plus/4 (1984)

Apple konzentrierte sich mittlerweile nach einigen Misserfolgen mit neuen Modellen wie dem Apple III auf den avantgardistischen, extrem bedienungsfreundlichen und auch teuren Personal Computer Apple Macintosh. Es errang mit diesem im High-End-Bereich eine führende Position, insbesondere beim zukunftsträchtigen Desktop-Publishing und der Computer-gestützten grafischen Gestaltung.
1985 kam mit dem Commodore Amiga und dem Atari ST jedoch bereits eine neue Generation von Heimcomputern auf den Markt, die in der damaligen technologischen Spitzenklasse mitspielte. Beide verwendeten den Motorola-68000-Prozessor, der auch im Macintosh eingesetzt wurde, und boten im Heimbereich bis dahin unbekannte grafische Möglichkeiten. Prozessor- und Speicherausstattung konnten leicht mit dem Spitzenmodell der IBM-PC-Serie, dem IBM PC/AT, mithalten. Neu war auch die grafische Benutzeroberfläche. Beim Atari ST lehnte sich das „Look and Feel“ stark an den Macintosh an, der Amiga zeigte hier mehr Eigenständigkeit. Windows dagegen steckte damals noch in den Kinderschuhen; kein PC-Benutzer kam ohne DOS-Kenntnisse aus, das per Texteingabe über eine Kommandozeile bedient wurde.
Aufgrund dieser Vorteile und in Verbindung mit dem günstigen Preis erreichte der Atari ST in Europa in den ersten beiden Verkaufsjahren schnell hohe Verkaufszahlen und wurde dank seines hochauflösenden Schwarz/Weiß-Monitors auch im professionellen Bereich eingesetzt (Desktop-Publishing, Buchhaltung, Sekretariat, Kassencomputer). Durch die eingebauten MIDI-Schnittstellen eroberte er sich aber vor allem eine führende Stellung in der Musikproduktion.
Ab 1987, nach Erscheinen des preiswerten Amiga 500, überstieg der Marktanteil des Amiga die Verkaufszahlen des Atari ST bei weitem. Die erheblich verbesserte Grafik- und Soundausgabe des Amiga (gegenüber dem C64) machte den Rechner zu einem preiswerten Computer vor allem für Spieler, ebenso, dass Commodore für den Amiga vor allem Farbmonitore anbot. Während Atari die Produktion von Computern bereits 1994 einstellte, wurden Amigas noch bis 1996 produziert.
Etwa zur selben Zeit erschien auch der erste Archimedes-Computer des britischen Herstellers Acorn, der auf 32-Bit-RISC-Prozessoren beruhte und damit technologisch seiner Zeit weit voraus war. Er erreichte aber nie eine ausreichende Marktdurchdringung, das Software-Angebot blieb klein. Bis 1998 hatte Acorn jedoch die Entwicklung beibehalten, bevor die Produktion eingestellt wurde. Die damals bei Acorn entwickelte, sehr fortschrittliche Prozessortechnologie wird bis heute als ARM-Architektur von der Acorn-Nachfolgefirma ARM Limited weiterentwickelt und an Prozessor-Hersteller wie etwa Samsung lizenziert. Fast alle heutigen Smartphones und Tabletcomputer, wie das iPhone von Apple und die Galaxy-Gerätereihe von Samsung, basieren auf einem Prozessor mit ARM-Technologie.

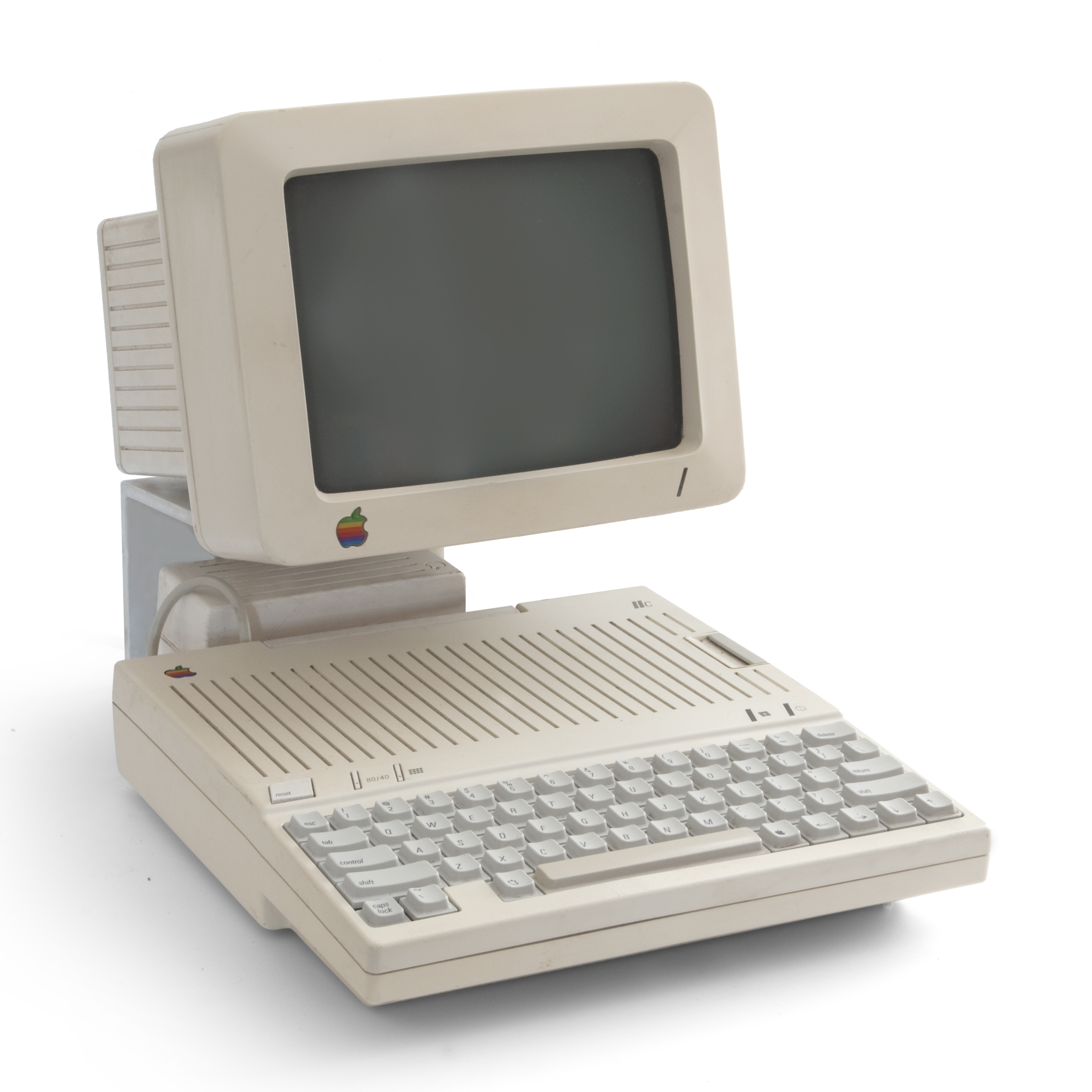
Apple IIc (1984)
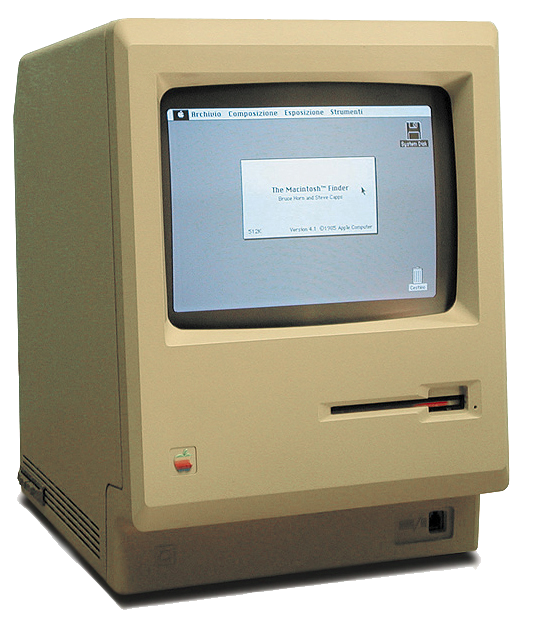
Apple Macintosh (1984)
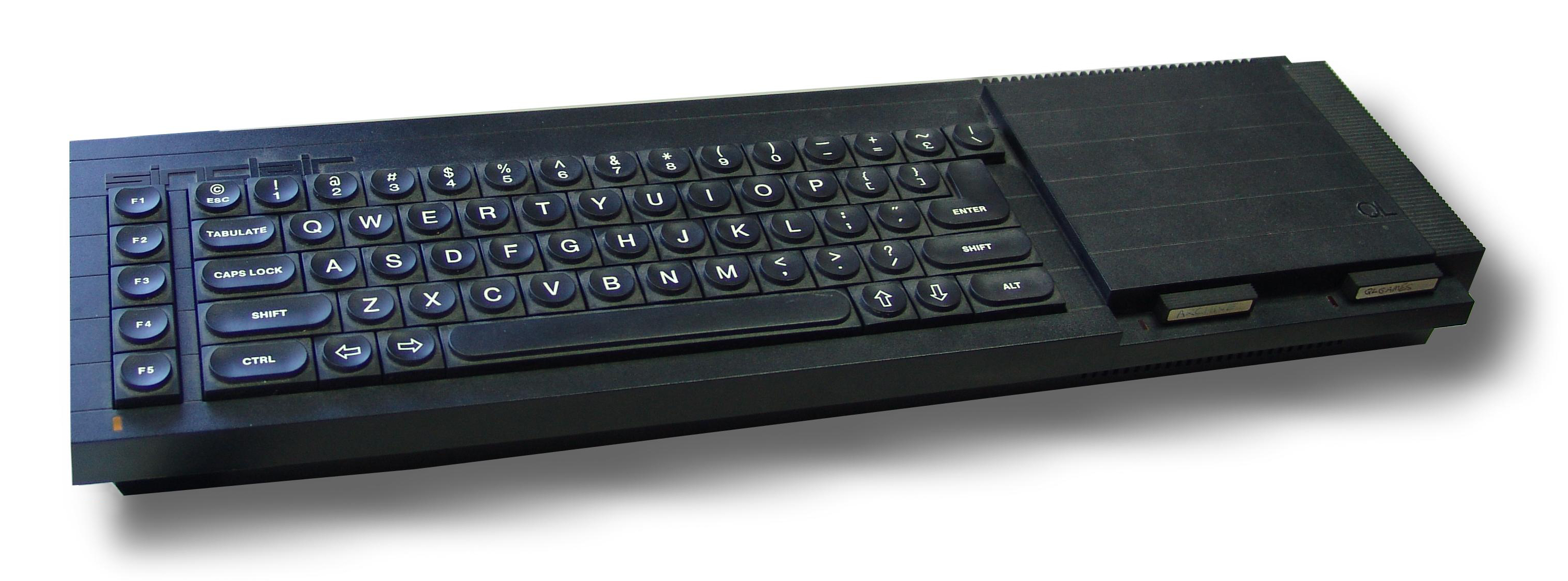
Sinclair QL (1984)
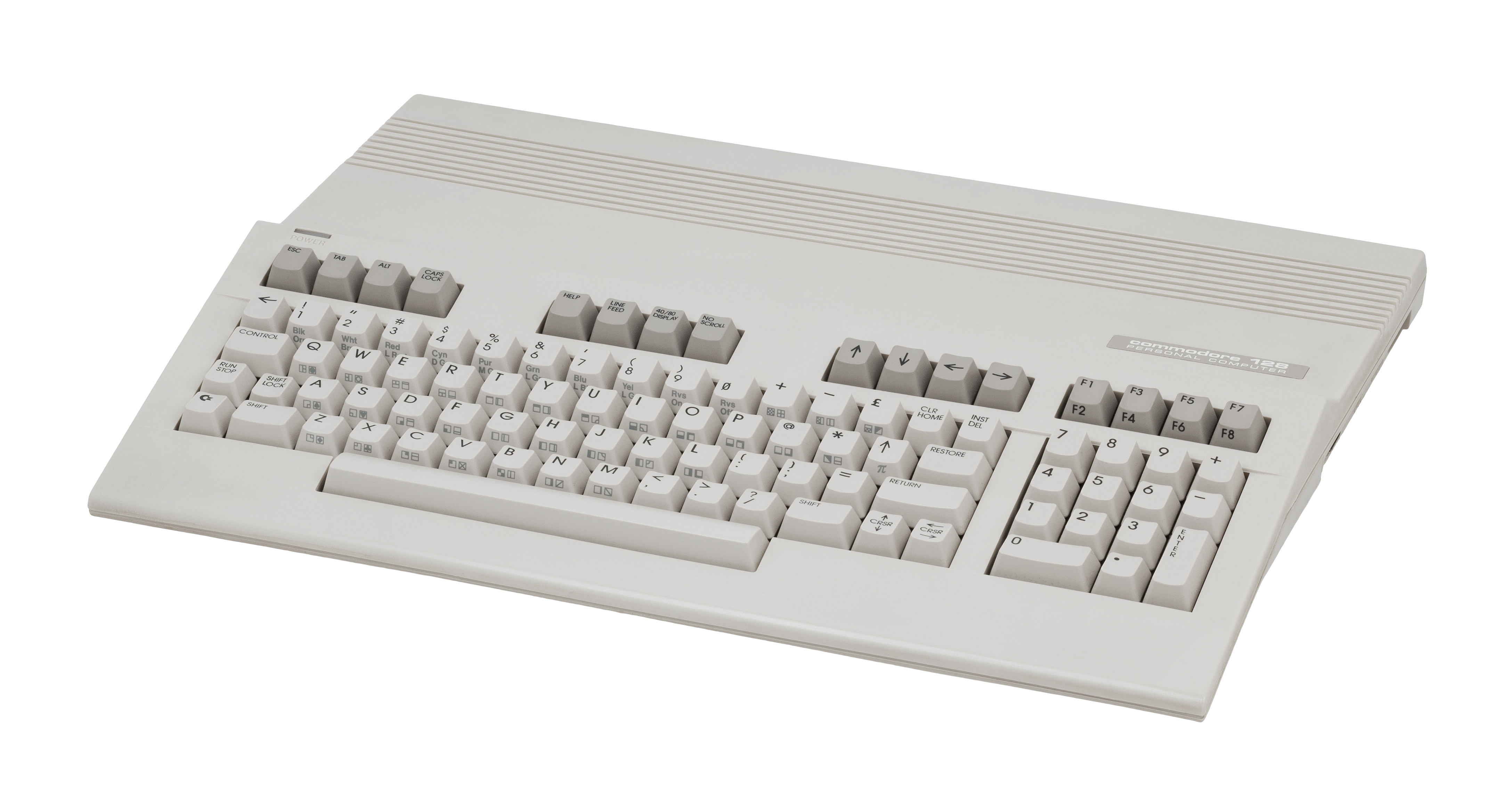
Commodore 128 (1985)
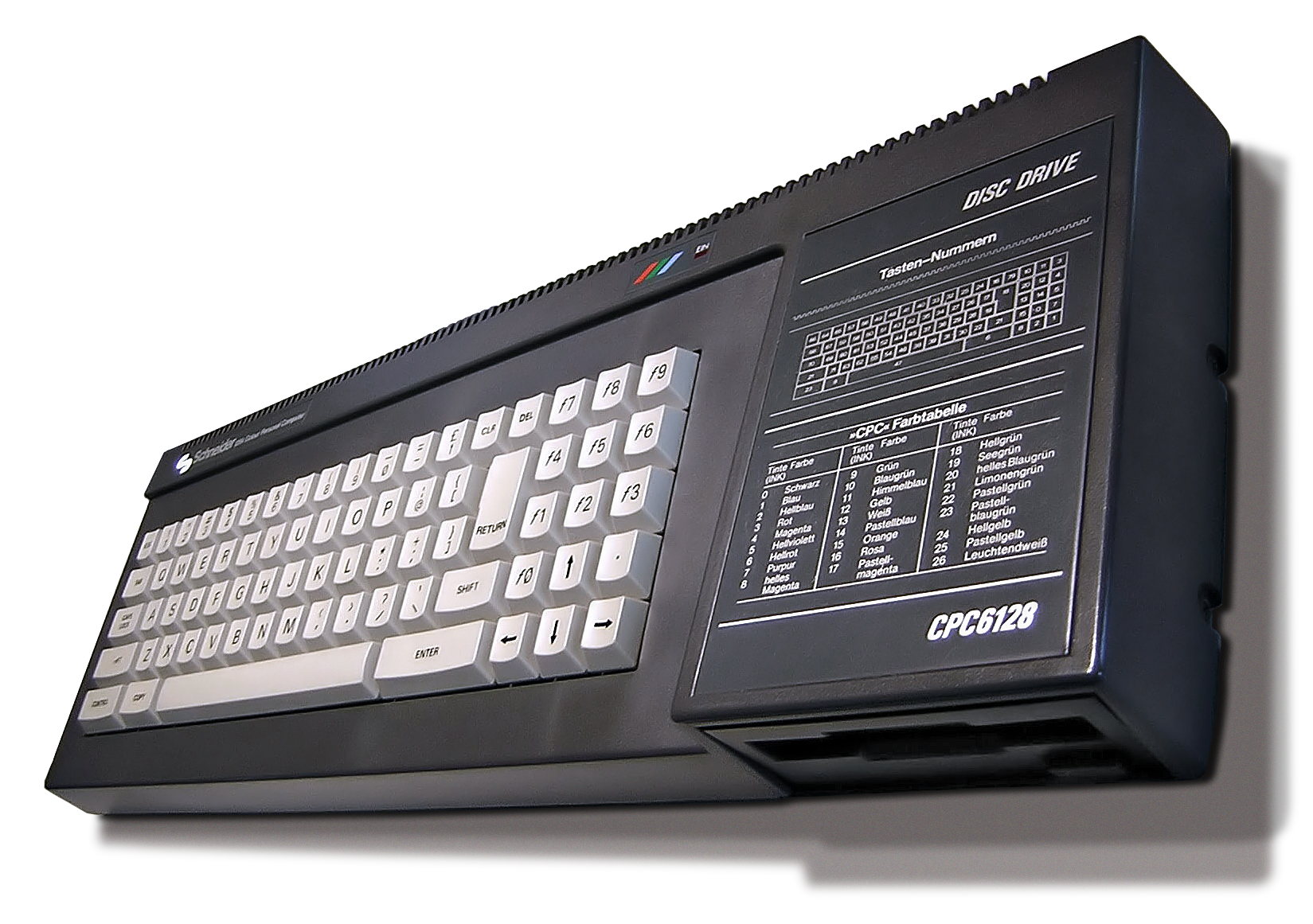
Schneider CPC6128 (1985)
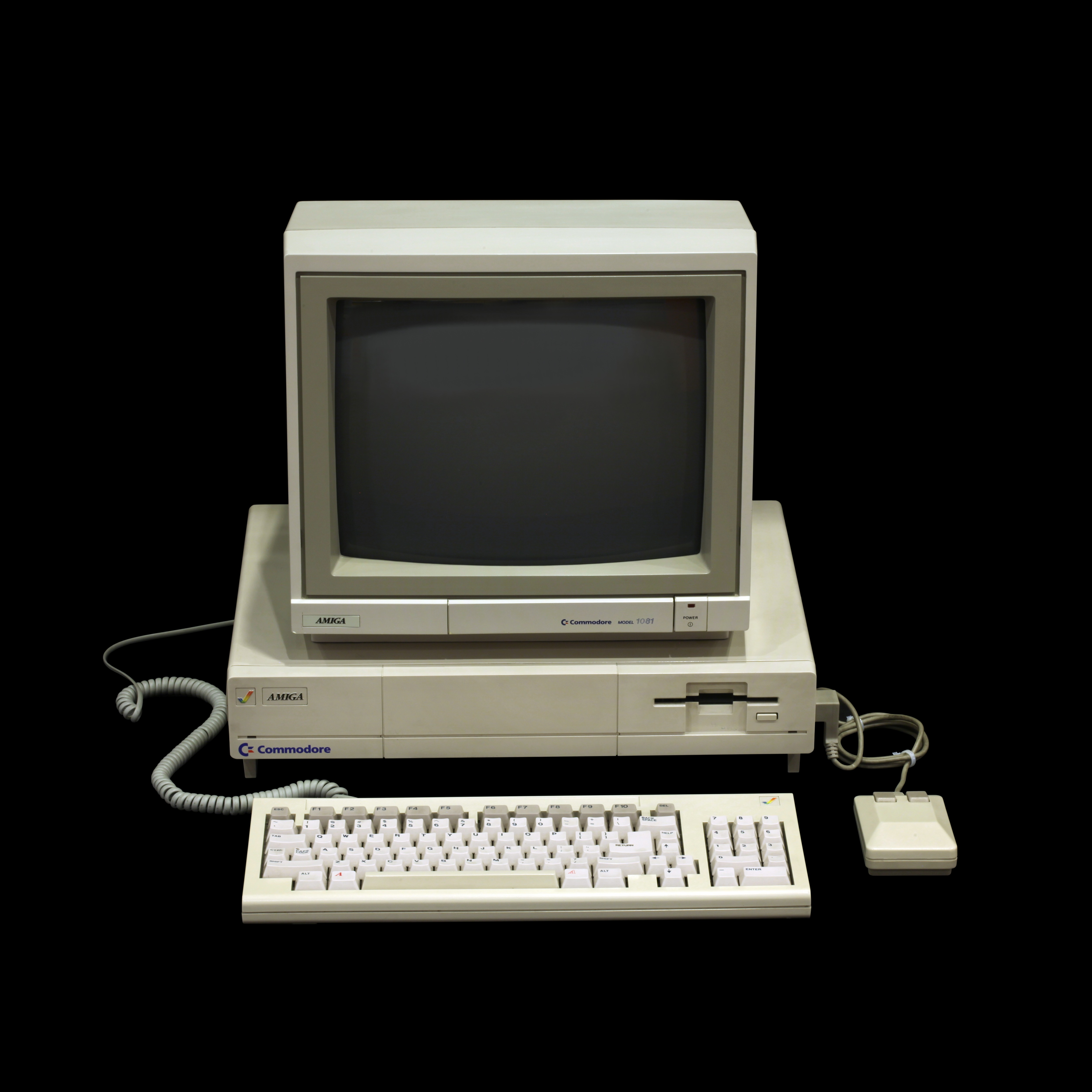
Amiga 1000 (1985)
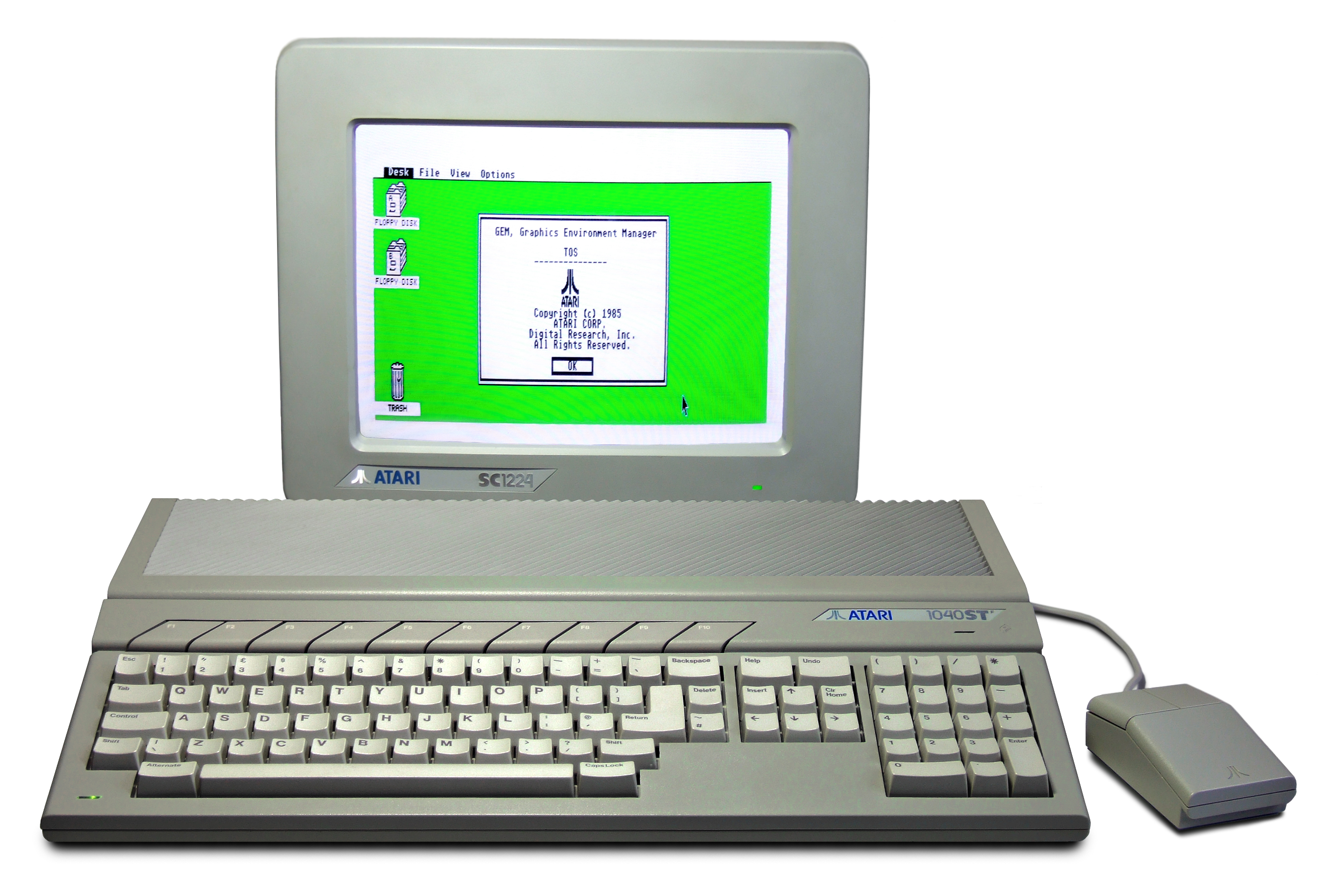
Atari 1040STf (1986)
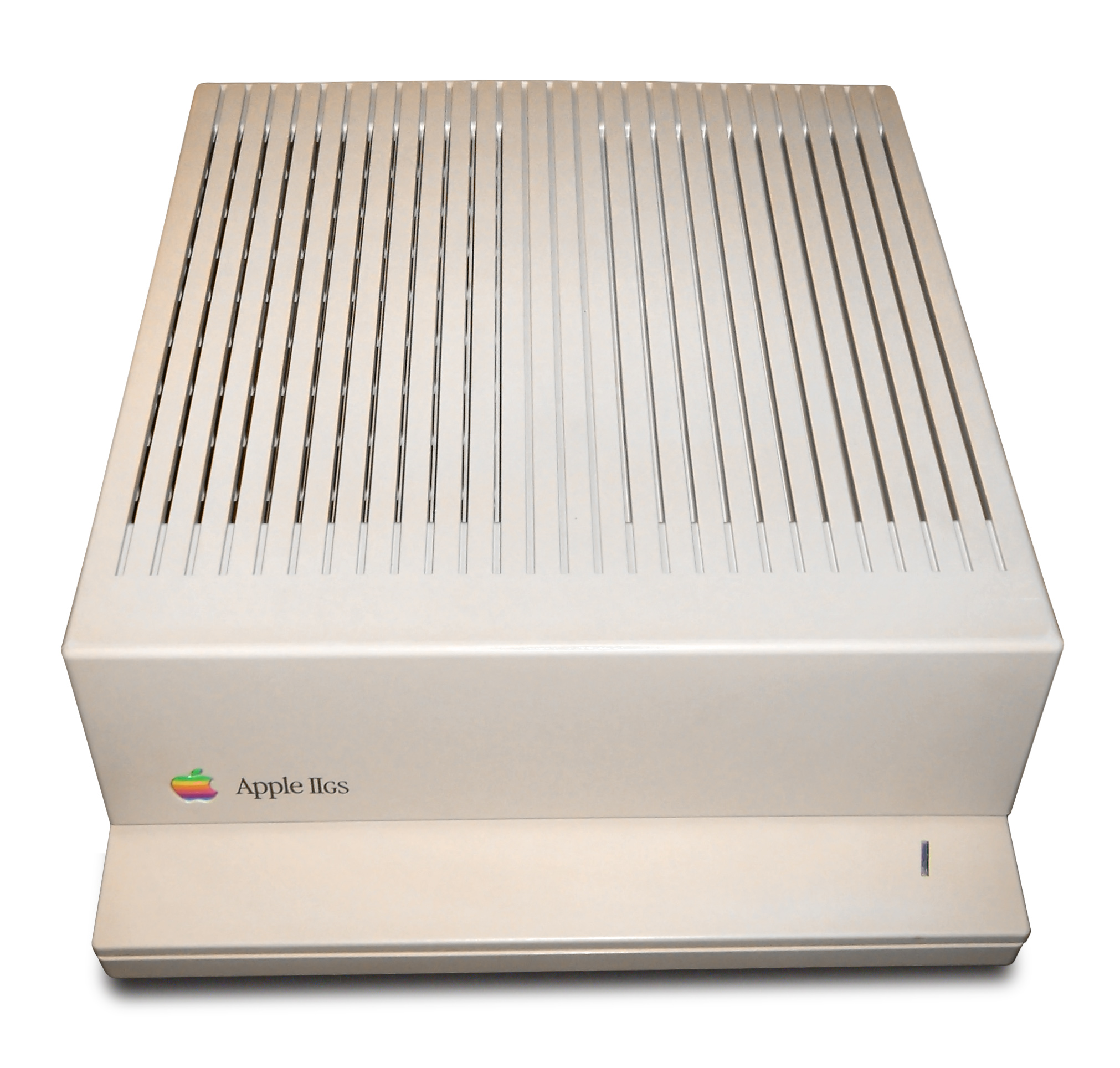
Apple IIgs (1986)
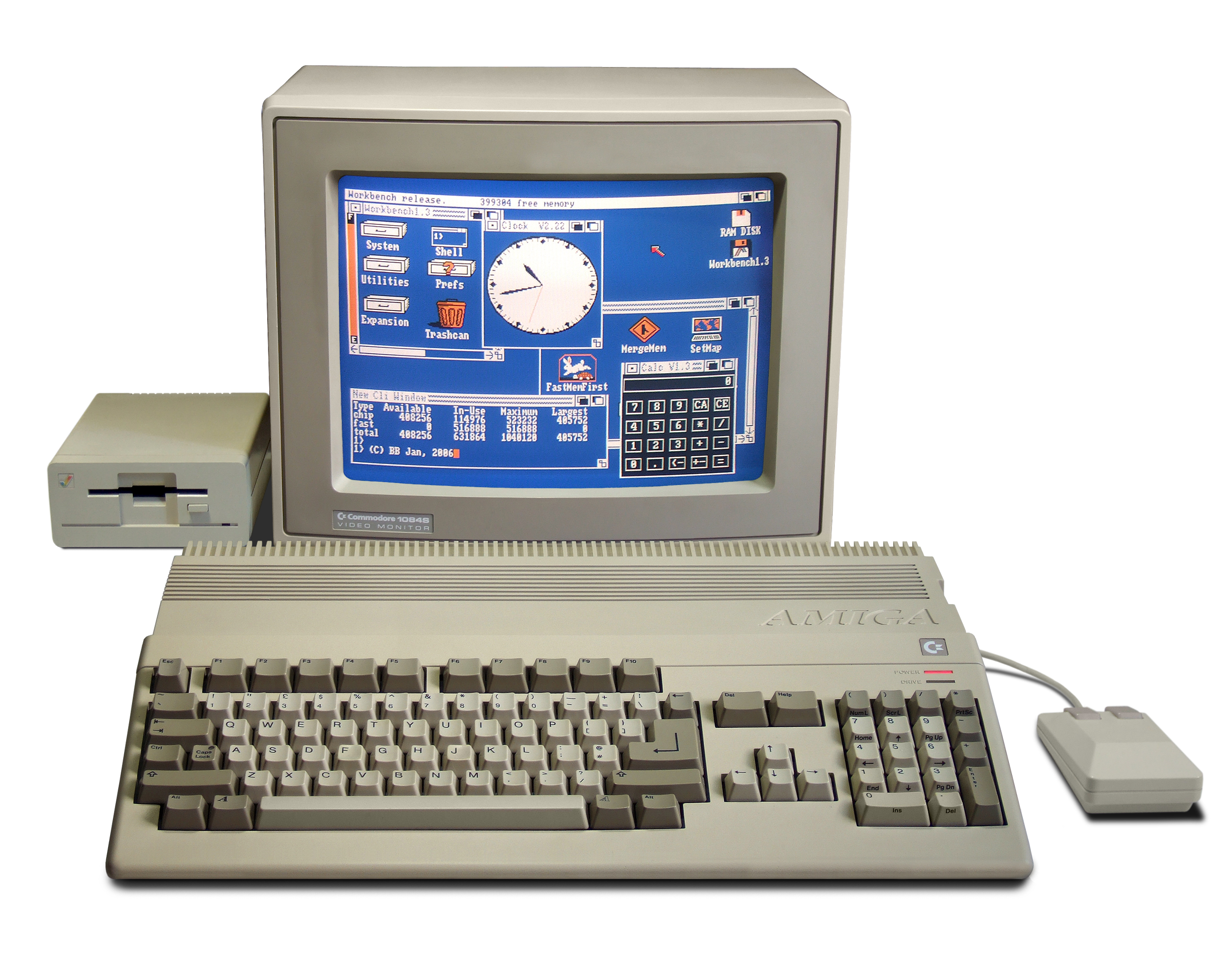
Amiga 500 (1987)
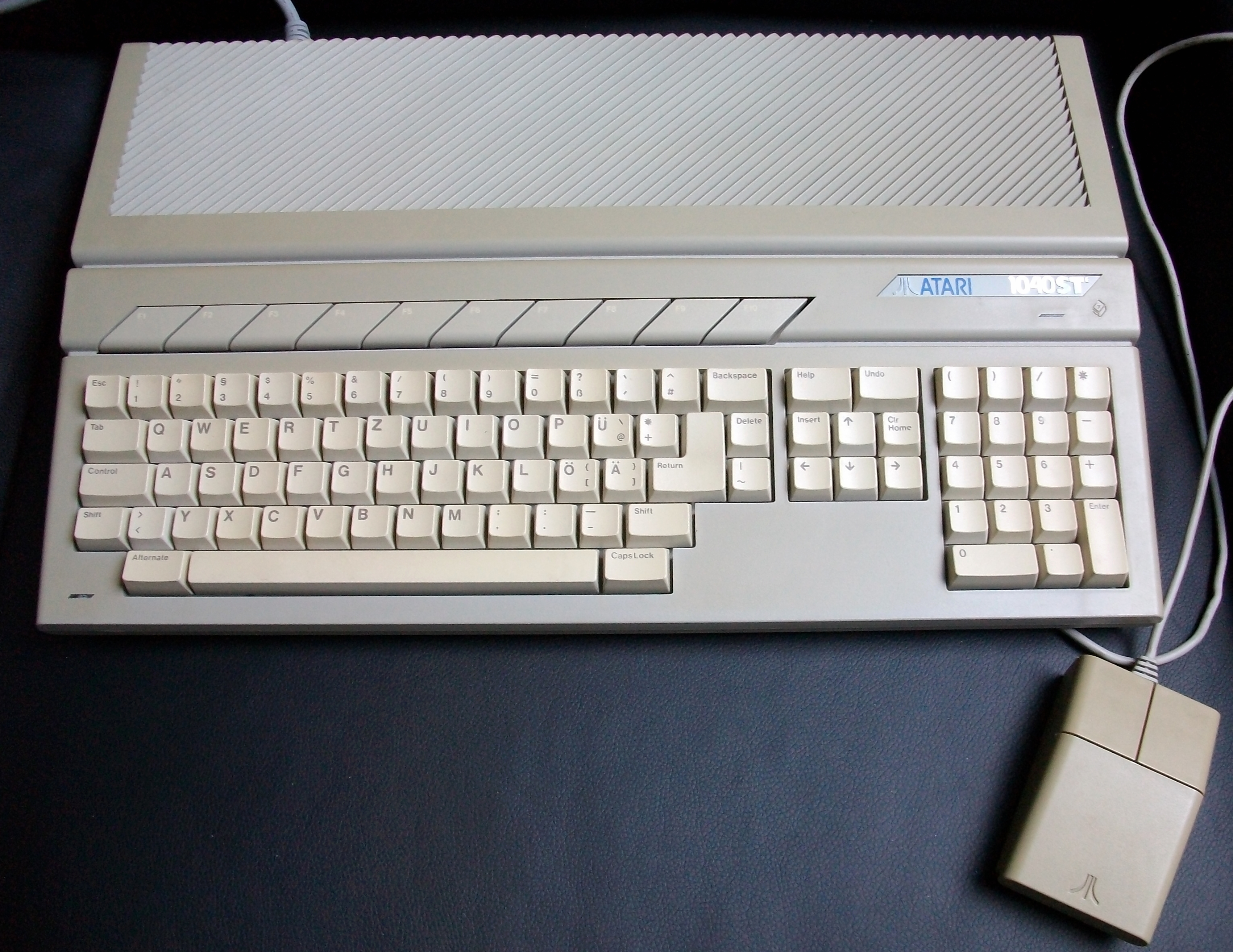
Atari 1040 STE (1989)
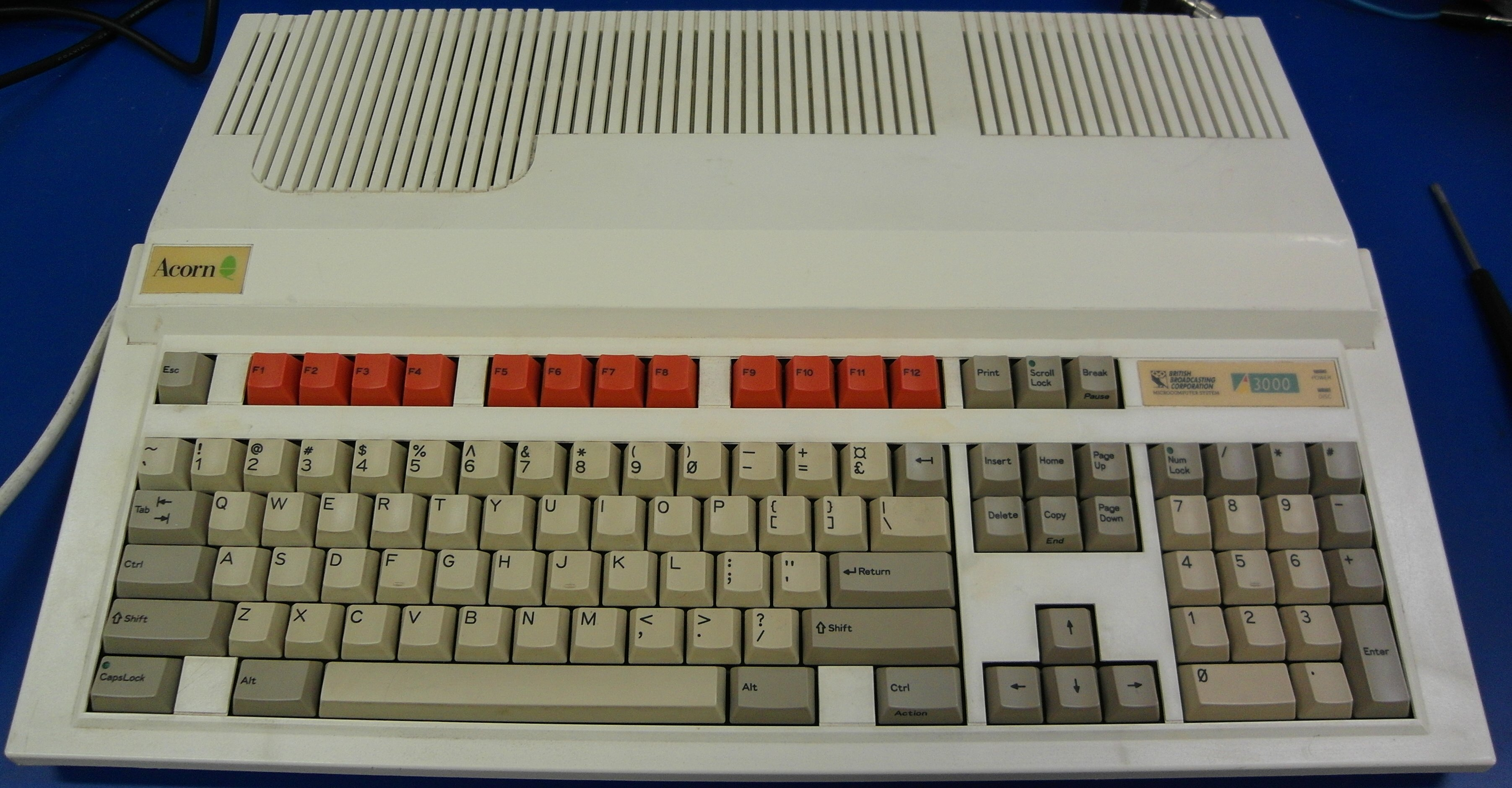
Acorn Archimedes A3000 (1989)
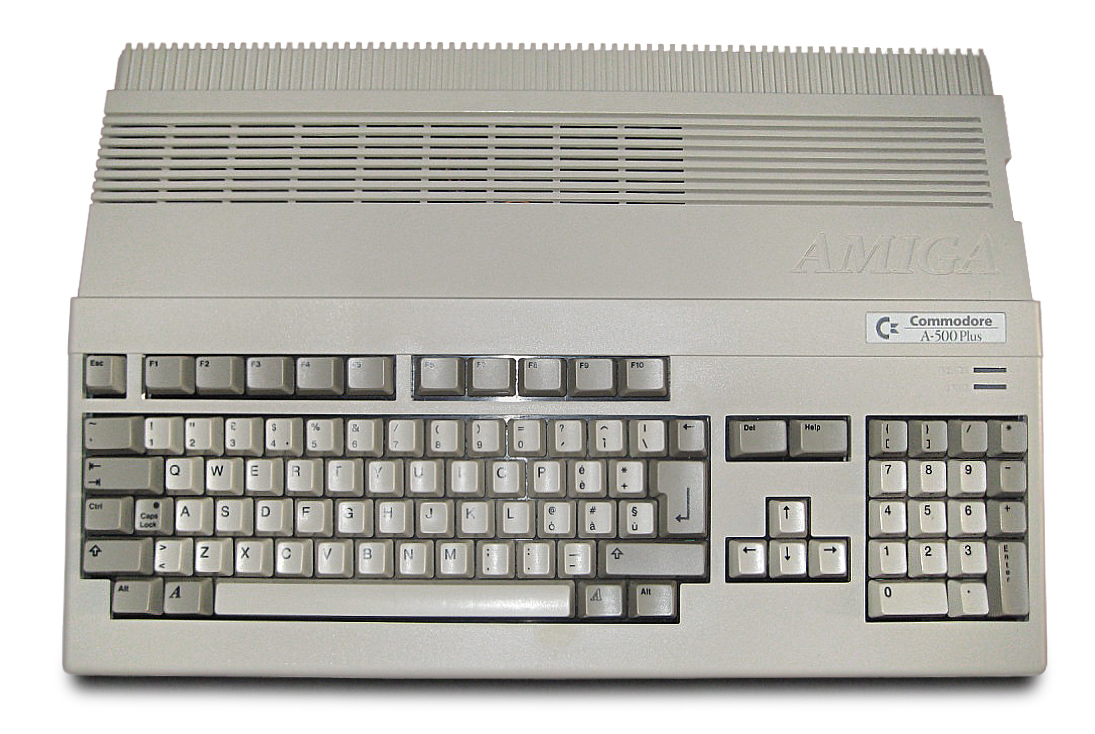
Amiga 500 Plus (1991)
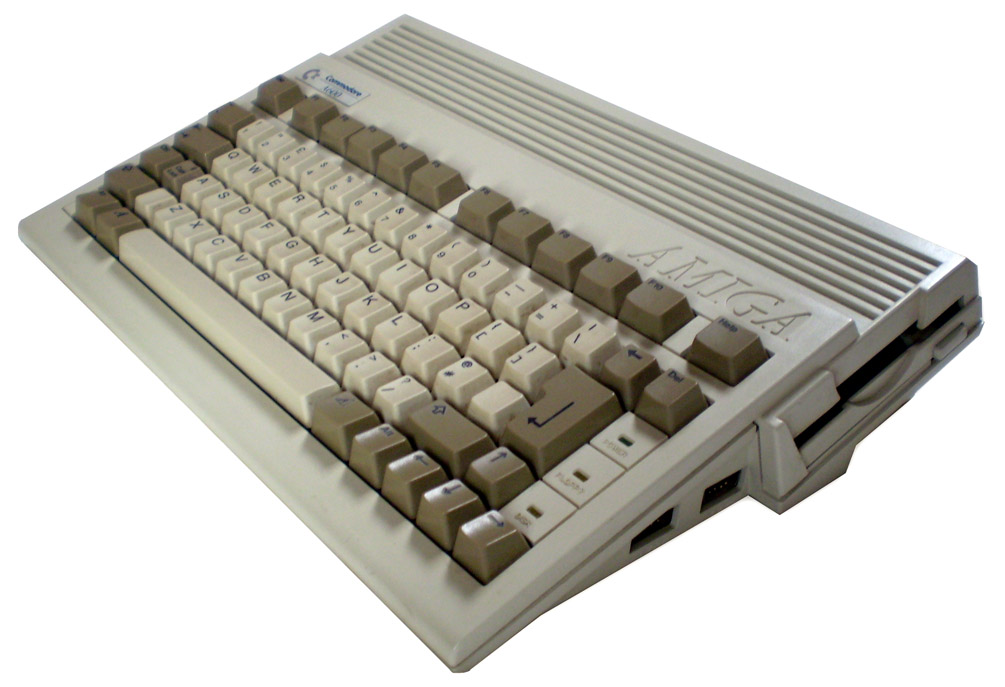
Amiga 600 (1992)
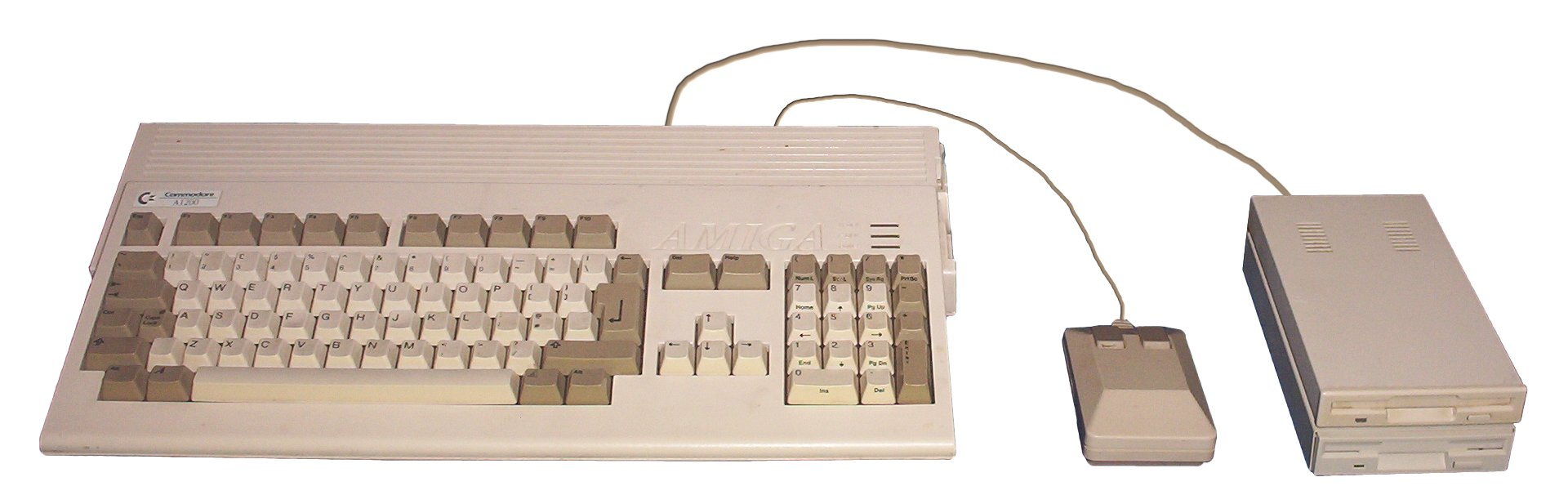
Amiga 1200 (1992)
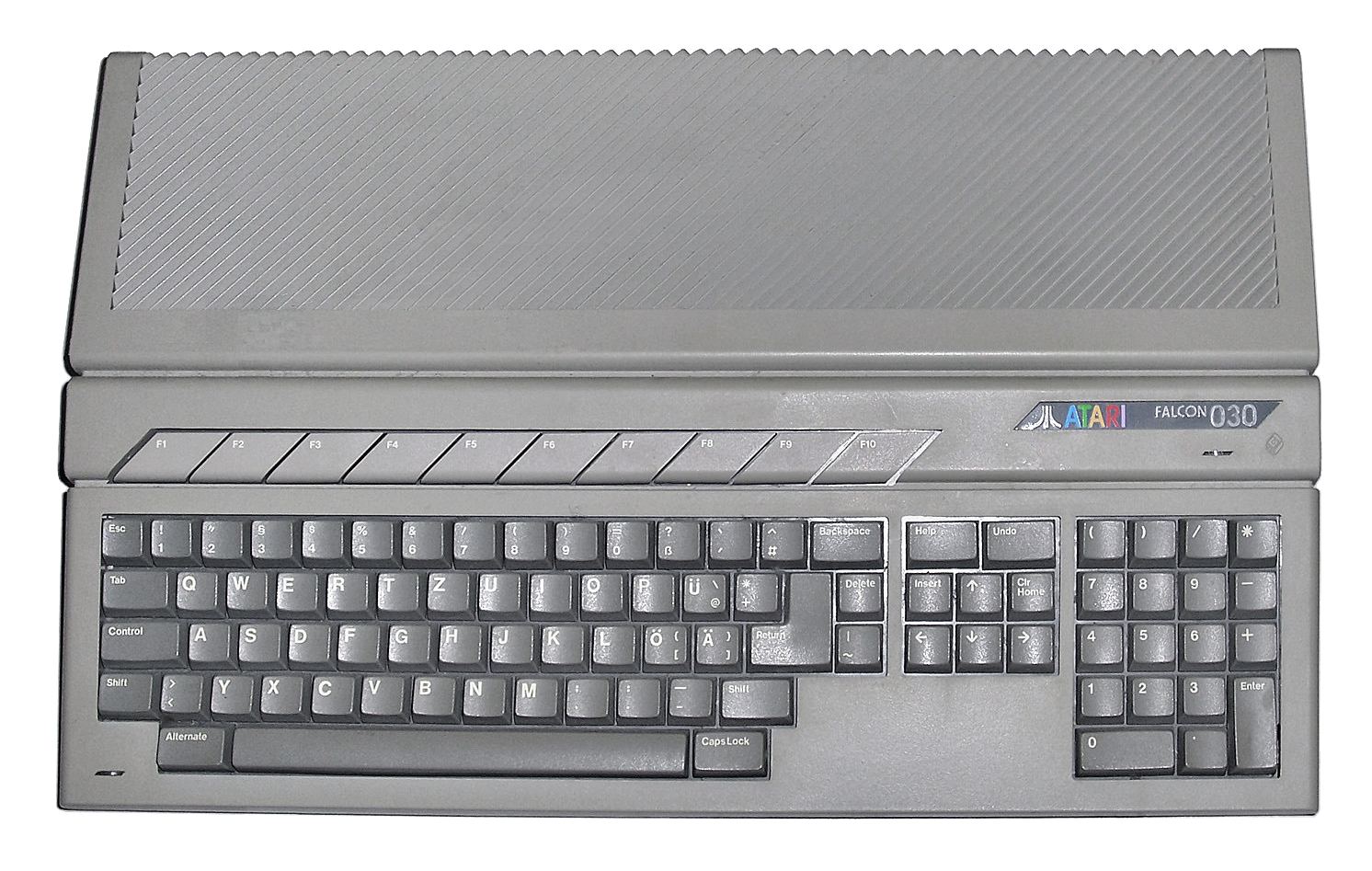
Atari Falcon 030 (1992)

## Technik der ersten Jahre
Als Massenspeicher wurden außerhalb der USA vor allem handelsübliche Kompaktkassetten (Audiokassetten) genutzt, teilweise mit speziellen einfachen Kassettenrekordern, im Falle des C64 Datasette genannt, teilweise über gewöhnliche Musik-Kassettenrekorder. Diskettenlaufwerke, gewöhnlich im Format 5¼ Zoll, gab es meist als Zubehör, wobei diese oft den Preis des Grundgeräts erreichten oder übertrafen. In den USA waren sie dennoch verbreiteter als die langsamen, fehleranfälligen und unpraktischen Kassetten. Als Bildschirm diente meist der Fernseher statt eines speziellen Computermonitors, weshalb auch von den meisten Heimcomputer-Modellen leicht unterschiedliche PAL- und NTSC-Modelle existierten, je nach der Fernsehnorm des Verkaufslandes. Die Heimcomputer waren meist mit einem Grafikchip und einem Soundchip bestückt und dadurch in der Lage, einfache Grafiken darzustellen sowie Klänge zu erzeugen. Die ersten Heimcomputer nutzten 8-Bit-Prozessoren, in der großen Mehrzahl entweder den Z80 oder 6502-Derivate, gegen Mitte bis Ende der 1980er-Jahre wurden diese von 16/32-Bit-Typen wie dem Motorola 68000 verdrängt. Die Grafik- und Soundfähigkeiten wurden komplexer und der Anschluss von Festplatten und anderer PC-Peripherie wurde möglich.
Betriebssystem und BASIC als Programmiersprache waren oft im ROM gespeichert und bildeten eine Einheit, mussten also nicht beim Start geladen werden, weshalb die meisten Heimcomputer nach dem Einschalten innerhalb weniger Sekunden einsatzbereit sind. Mit MSX wurde durch Microsoft und Sony der Versuch unternommen, Betriebssystem und BASIC zu standardisieren und einen Programmaustausch zwischen Computern unterschiedlicher Hersteller zu ermöglichen. Der MSX-Standard war unter anderem in Südamerika und Japan erfolgreich, konnte sich in Deutschland aber nicht durchsetzen.

## Konsolidierung des Marktes
Der Markt für Heimcomputer war Ende der 1980er-Jahre in viele nicht zueinander kompatible Systeme zersplittert. Von Anfang bis etwa Mitte der 1990er-Jahre folgte eine Konsolidierungsphase, nach der keine Heimcomputer im engeren Sinne mehr angeboten wurden – es gewannen die unter Microsofts Windows-Betriebssystemen laufenden, zum IBM PC kompatiblen Personal Computer und zu kleineren Anteilen die Apple Macintosh sowie in noch kleinerem Maßstab Linux-Rechner, die meistens auf IBM-PC-kompatibler Hardware aufsetzen.
Schon Ende der 80er verschwanden die älteren Systeme vom Markt, die noch auf einer 8-Bit-Architektur beruhten und den neuen 16- oder 32-Bit-Prozessoren mit ihrem größeren Adressraum unterlegen waren. (Die 8-Bit-Systeme hatten meist einen 16-Bit-Adressraum mit maximal 64 KiB Ram, die 16- oder 32-Bit-Systeme hatten meist einen 20-, 24- oder 32-Bit-Adressraum; 20-Bit-Adressen erlauben bis zu 1 Megabyte Ram.)
Klare Sieger waren zunächst die Atari- und Amiga-Systeme. Den beteiligten Firmen unterliefen jedoch einige unternehmerische Fehler – unter anderem durch Vernachlässigung des professionellen und des US-Markts und erfolglose Konzentration auf den europäischen Markt –, die sie letztlich in die Verlustzone führten und eine Weiterentwicklung der Technologie verhinderten.
Anfang der 1990er-Jahre setzte sich zunehmend der IBM PC im Heimanwenderbereich durch. Einige maßgebliche Gründe hierfür waren:
- Die vom Apple II übernommene Idee des offenen Systems, d. h. man konnte einen PC dank vorhandener freier Steckplätze durch Erweiterungskarten (z. B. Grafikkarten, Soundkarten) aufrüsten. Die Konkurrenzprodukte setzten dagegen meist auf Komplettsysteme mit nur wenigen Erweiterungsmöglichkeiten.
- Die offenen technischen Spezifikationen, die vielen Herstellern einen günstigen und/oder besseren Nachbau ermöglichten, wie schon vorher beim Apple II auch. Im Gegensatz zum Apple II waren diese Nachbauten auch legal, was deren Einsatz auch in Unternehmen förderte.
- Die von Microsoft geforderte Abwärtskompatibilität für Software und Hardware, d. h. man konnte Programme oder Erweiterungskarten, die für ein älteres PC-System konzipiert wurden, auch auf neueren Systemen betreiben.
- Der große Marktanteil IBMs im Office-Anwendungsbereich, der schnell einen Marktvorteil im Heimanwenderbereich erzielte. Viele Software-Hersteller waren sehr daran interessiert, neben Spielen auch professionelle Software anzubieten, da sich dadurch einträglichere Gewinnmargen erzielen ließen (Hacker-Kultur). Das breite Angebot von Anwendungen für Büro und Heim war auch schon beim Apple II Grundlage des Erfolgs gewesen.
- Insolvenzen/unternehmerische Fehler einzelner Firmen gefährdeten nicht das „Ökosystem PC“. Erinnert sei hier an den Atari Falcon 030, der bei Markteinführung Ende 1992 nicht den Ansprüchen an einen Nachfolger für den Atari ST genügte und dessen Produktion bald eingestellt wurde.

Nachdem Microsoft Anfang der 1990er nicht nur den Rückstand der Windows-Oberfläche gegenüber den Betriebssystemen der Mitbewerber (Apple Macintosh, Apple IIGS, Atari-ST- und Commodore-Amiga-Familien) aufholen konnte, sondern gleichzeitig offensiv die Entwicklung von Spielen für das eigene Betriebssystem forcierte und Hardware-Hersteller bei der Entwicklung von Grafik- und Sounderweiterungen förderte, die die Plattform der „IBM-PC-Kompatiblen“ zu attraktiven Unterhaltungsgeräten machten, wurde Windows schnell zum beliebtesten Betriebssystem für Personal Computer, die somit zu „Heimcomputer im weiteren Sinne“ wurden.
| Weltweit meistverkaufte Heimcomputer (1974–1996)                                                              | Weltweit meistverkaufte Heimcomputer (1974–1996) | Weltweit meistverkaufte Heimcomputer (1974–1996) | Weltweit meistverkaufte Heimcomputer (1974–1996) | Weltweit meistverkaufte Heimcomputer (1974–1996) |
| --- | ------------------------------------------------ | ------------------------------------------------ | ------------------------------------------------ | ------------------------------------------------ |
| Modell |                                                  |                                                  | Verkäufe (in Mio.)                               |                                                  |
| C64 | C64                                              |                                                  | 17                                               | 17                                               |
| ZX Spectrum                                                                                                   | ZX Spectrum                                      |                                                  | 5                                                | 5                                                |
| MSX | MSX                                              |                                                  | 5                                                | 5                                                |
| C128 | C128                                             |                                                  | 4                                                | 4                                                |
| Amiga | Amiga                                            |                                                  | 4                                                | 4                                                |
| Apple II | Apple II                                         |                                                  | 3,36                                             | 3,36                                             |
| CPC | CPC                                              |                                                  | 3                                                | 3                                                |
| Atari ST | Atari ST                                         |                                                  | 3                                                | 3                                                |
| TI-99/4A | TI-99/4A                                         |                                                  | 2,8                                              | 2,8                                              |
| VC20 | VC20                                             |                                                  | 2,5                                              | 2,5                                              |
| Atari XL | Atari XL                                         |                                                  | 2                                                | 2                                                |
| Apple IIGS | Apple IIGS                                       |                                                  | 1,5                                              | 1,5                                              |
| ZX81 | ZX81                                             |                                                  | 1,5                                              | 1,5                                              |
| TRS-80 | TRS-80                                           |                                                  | 1,485                                            | 1,485                                            |
| Macintosh | Macintosh                                        |                                                  | 0,572                                            | 0,572                                            |
| Plus/4 | Plus/4                                           |                                                  | 0,4                                              | 0,4                                              |
| Quellen: Bernd Leitenberger, Computergeschichte(n) & Winnie Forster, Spielkonsolen und Heimcomputer 1972-2009 |                                                  |                                                  |                                                  |                                                  |

Dadurch wiederum wurde die Marktmacht von Microsoft stark genug, dass auch die Versuche von IBM und anderen Hardware-Herstellern, durch die Entwicklung eigener Betriebssysteme unabhängiger zu werden, scheiterten; OS/2 und andere Neuentwicklungen erreichten kaum den PC-Markt, der mittlerweile ebenso bedeutend für die Weiterentwicklung des PC-Bereiches geworden war wie die Anwendung als Bürocomputer. Ausnahme (vor allem in den USA) war Apple damals mit Mac OS. Einen nicht mehr zu vernachlässigenden Anteil hat sich aber auch die Linux-Architektur erobert, auch macOS baut auf einem Unix-artigen Kern auf.

## Auswirkungen auf die Alltagskultur

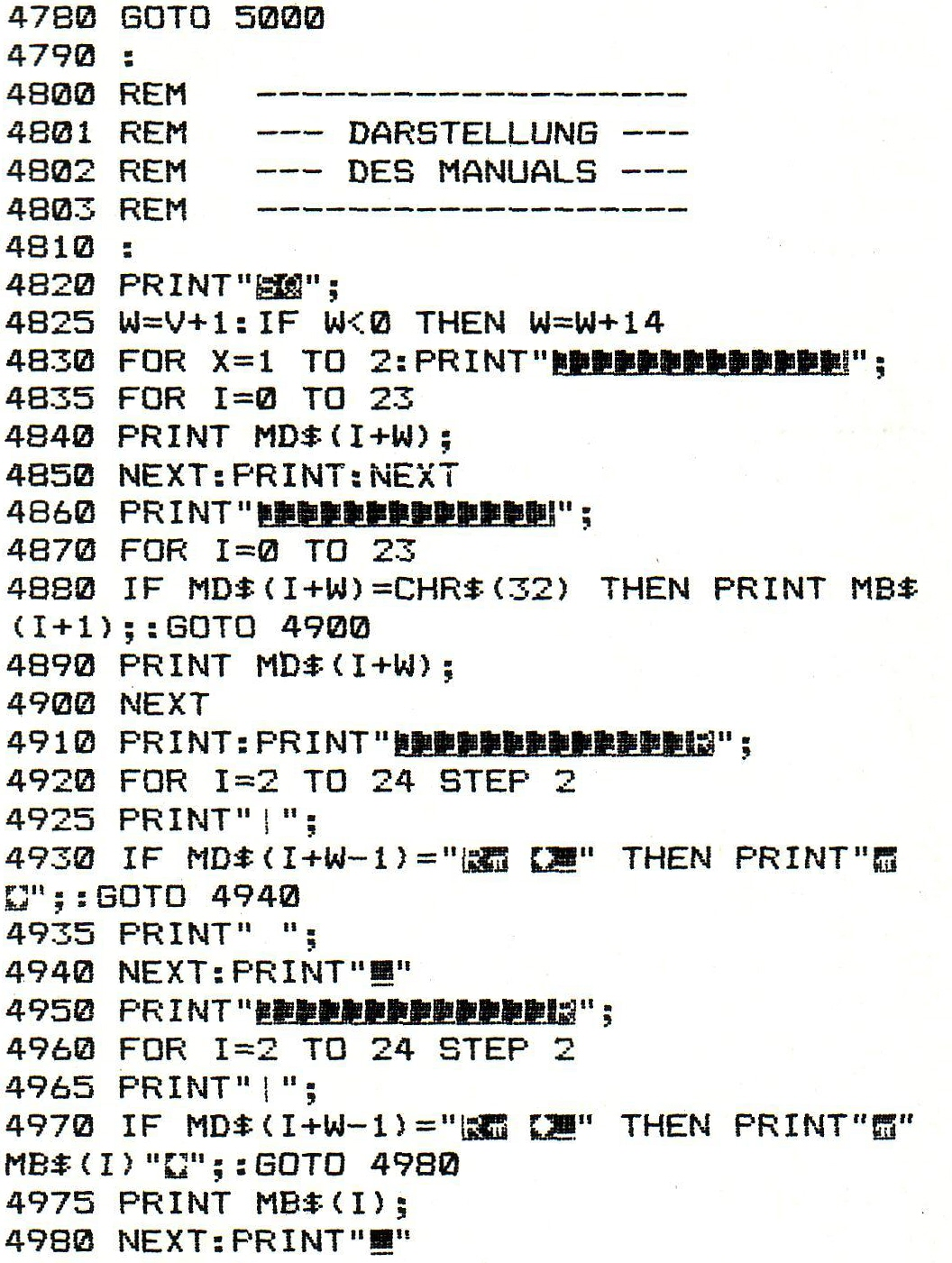
Ausschnitt aus einem BASIC-Listing

Der Heimcomputer war das erste programmierbare Computersystem, das Anfang der 1980er-Jahre in den privaten Haushalten weite Verbreitung fand. Viele Menschen waren von den neuen Möglichkeiten fasziniert und begannen, als Freizeitbeschäftigung selbst Programme zu schreiben. Technik-affin waren damals überwiegend erwachsene Männer und männliche Jugendliche. Ein Phänomen dieser Zeit waren die sogenannten „Computerkids“, Jugendliche zwischen etwa 12 und 18 Jahren, die durch intensive Beschäftigung mit dem Heimcomputer Kenntnisse und Fähigkeiten entwickelten, die die ihrer eigenen Elterngeneration teils weit übertrafen. Unter anderem wegen des zunächst noch geringen Angebots an fertiger Software war der Anteil der Selbstprogrammierer unter den Benutzern viel höher, der Anteil der Nur-Benutzer viel geringer als heute. Auch die damals entstehenden Computerzeitschriften wandten sich zunächst zu einem wesentlichen Teil an Programmierer und enthielten oft seitenlange Programmausdrucke (Listings), die abzutippen oft mehrere Stunden dauerte. Dabei erwarben viele Benutzer weitergehende Programmierkenntnisse. Junge Computer-Enthusiasten aus dieser Zeit bildeten auch die erste Hacker-Generation. Der US-amerikanische Spielfilm WarGames – Kriegsspiele von 1983 stellte diesen Zusammenhang in dramaturgischer Überhöhung dar.
In den Schulen gelang es vielfach Mathematik- und Physiklehrern, ihre Schüler für den Umgang mit Computern zu begeistern. Informatikunterricht als Wahlfach, oft nachmittags abgehalten, erlebte einen starken Aufschwung. Gleichzeitig richteten viele Schulen, zunächst noch weitgehend in Eigenregie und durch engagierte Lehrer, eigene Computer-Räume ein. Entgegen der späteren Entwicklung ging man damals weithin davon aus, dass elementare Computerkenntnisse gleichbedeutend mit dem Programmieren, also dem Schreiben eigener Programme, seien, weshalb Programmiersprachen und das Erlernen des Programmierens den Großteil des Lehrstoffs ausmachten. Dies ist auch insofern erklärbar, als dass es – mit Ausnahme des für durchschnittliche Privatnutzer deutlich zu teuren Macintosh – praktisch noch keine Computer mit grafischer Bedienoberfläche und auch keine weit verbreitete Standardsoftware wie Microsoft Windows oder Office-Pakete gab, deren Bedienung hätte vermittelt werden können.

## Heimcomputer im früheren „Rat für gegenseitige Wirtschaftshilfe“ (RGW)
In Staaten des sozialistischen RGW fand eine ähnliche Entwicklung von Heimcomputern wie im nichtsozialistischen Gebiet statt. Vor der Wende bereits begehrt, fanden ab 1990 noch viele westliche Heimcomputer ihren Weg dorthin, da sie gegenüber PCs wesentlich preisgünstiger waren.

### DDR

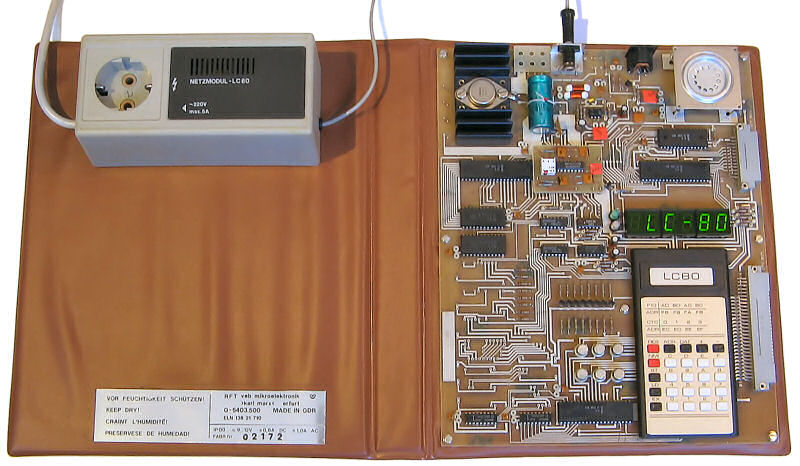
Lerncomputer LC80

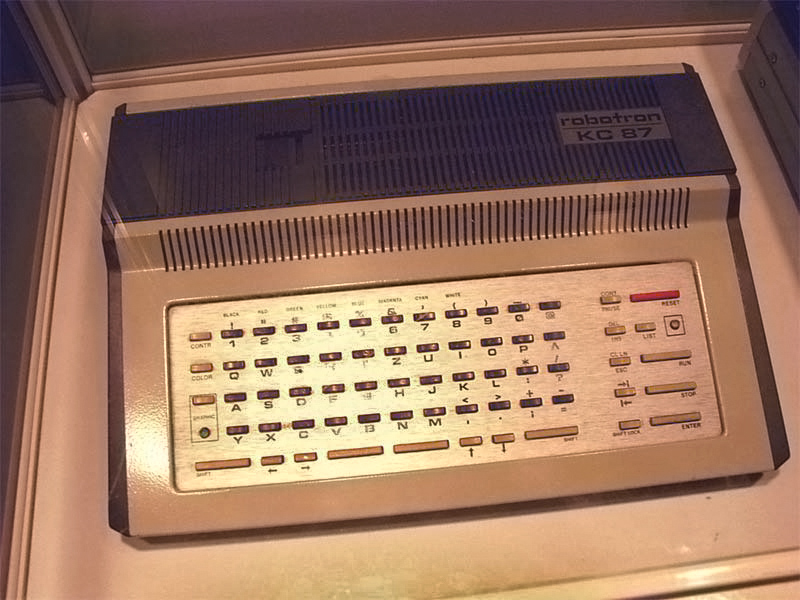
Kleincomputer robotron KC 87

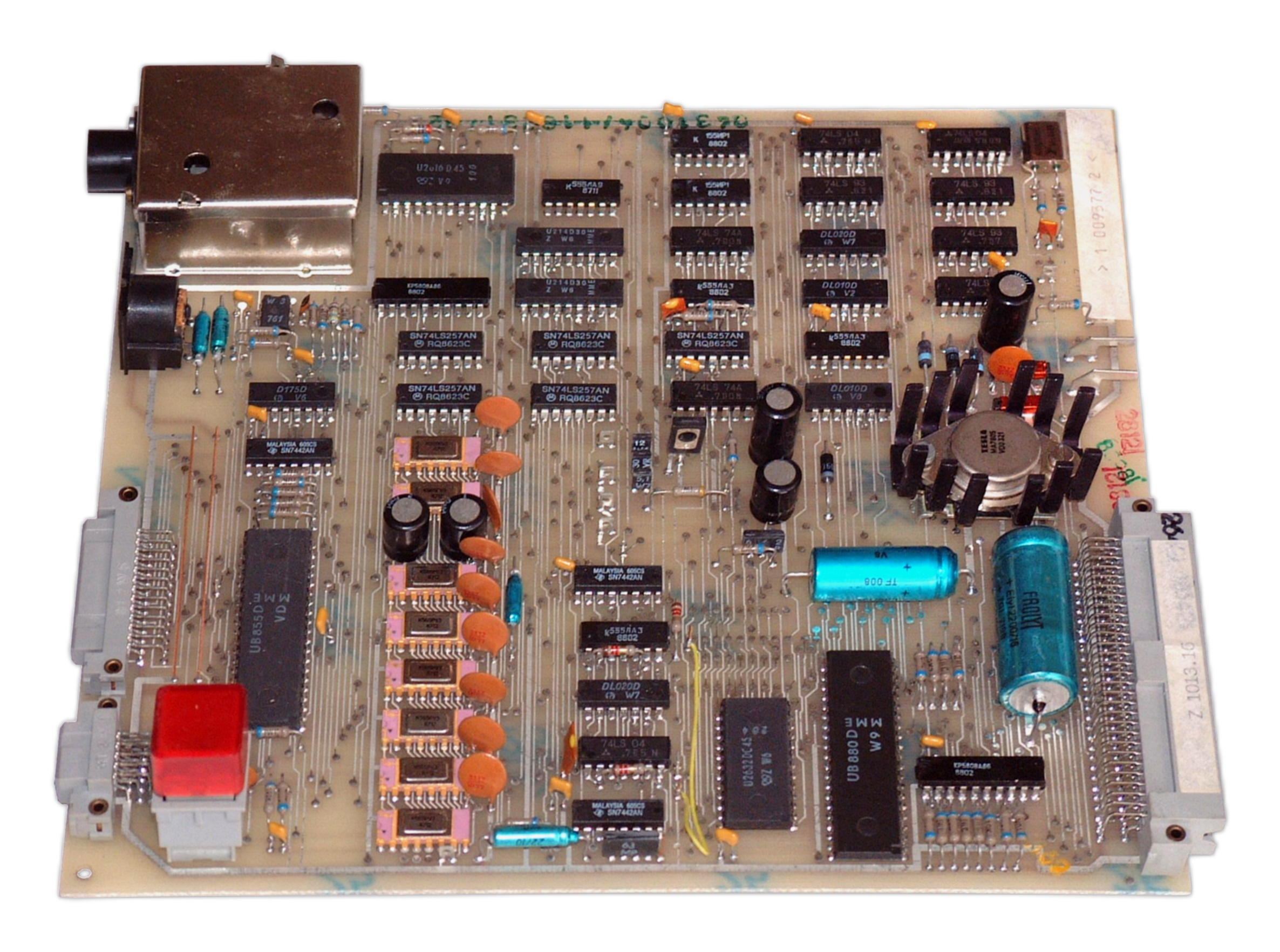
Z1013 Hauptplatine

In der DDR wurden die Heimcomputer in Kleincomputer umbenannt, als sich abzeichnete, dass die heimische Produktion nur die Nachfrage in Schulen und Betrieben decken konnte. Die Kleincomputer in der DDR basierten alle auf dem U880 als Prozessor, einem Nachbau des Z80.
Die ersten Computer waren der Polycomputer 880 und der LC80 (LC für Lerncomputer). Diese verfügten nicht über einen Bildschirmanschluss und waren vor allem dazu geeignet, die Funktionsweise eines Mikrorechners zu erlernen. Zur Anzeige von Daten waren jeweils Segmentanzeigen integriert.
Aus dem VEB Mikroelektronik „Wilhelm Pieck“ Mühlhausen/Thüringen kam der HC 900. Er wurde später als KC 85/2 verkauft. Weiterentwicklungen dieser Serie waren der KC 85/3 und KC 85/4.
Parallel dazu wurde in Dresden vom Kombinat Robotron der Z 9001 entwickelt, der später als KC 85/1 sowie nahezu unverändert als KC 87 verkauft wurde.
Weiterhin gab es eine Reihe von Eigenbaucomputern, deren Baupläne teils in Zeitschriften veröffentlicht wurden.
- Z1013 von Robotron aus Riesa, Bausatz, bei dem nur noch Tastatur und Netzteil angeschlossen werden mussten
- AC1, Amateurfunkcomputer von der Amateurfunk-Zeitschrift
- Ju-Te-Computer[12] von der Zeitschrift Jugend+Technik

1989/1990 wurden noch die Computer KC compact und BIC A 5105, Letzterer als Bildungscomputer für Schulen und Berufsausbildung gedacht, vorgestellt, erreichten aber keine große Verbreitung mehr.
Teilweise wurden Computer auch aus dem Westen als Geschenke von Verwandten in die DDR geschickt. Die westdeutsche Computerzeitschrift 64’er informierte mehrmals darüber, was dabei zu beachten war, und ermöglichte auch ein von Westdeutschen bezahltes Geschenkabonnement an DDR-Bürger. Datenträger durften allerdings nicht geschickt werden, da man Propagandamaterial darauf vermutete. Während Audiokassetten noch halbwegs erhältlich waren, waren Disketten in der DDR nur sehr schwer zu bekommen und exorbitant teuer. Westliche kommerzielle Software war praktisch überhaupt nicht legal zu bekommen.

### Sowjetunion
- Elektronika BK-0010

### Ungarn
Durch die weitere wirtschaftliche Öffnung Ungarns im Gegensatz zu den restlichen Ländern im Sozialismus gab es in Ungarn eine größere Anzahl Commodore Plus/4, der dort als Schulcomputer genutzt wurde. In größeren Unternehmen waren häufig C64 zu finden, und auch bei wohlhabenden Privatpersonen war der Besitz eines solchen Computers nicht unüblich.